# Italienische Fußballnationalmannschaft
Die italienische Fußballnationalmannschaft (italienisch Nazionale di calcio dell’Italia) der Männer ist die Auswahlmannschaft des italienischen Fußballverbandes Federazione Italiana Giuoco Calcio (FIGC). Die auch Squadra Azzurra, Gli Azzurri oder La Nazionale genannte Mannschaft wird vom Commissario Tecnico, dem Nationaltrainer geleitet. Sie nimmt auf internationaler Ebene an Länderspielen gegen andere nationale Verbände teil.
Die italienische Auswahl ist mit vier Weltmeistertiteln (1934, 1938, 1982, 2006), zwei Europameistertiteln (1968, 2021), zwei Erfolgen im Europapokal der Fußball-Nationalmannschaften (1927–1930, 1933–1935) sowie einem Olympiasieg (1936) eine der erfolgreichsten Nationalmannschaften im Fußball. In der FIFA-Weltrangliste vom 19. September 2024 belegt Italien den zehnten Platz.

## Geschichte

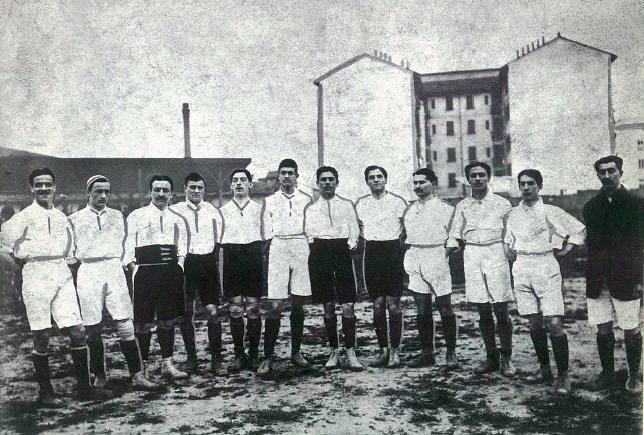
Die italienische Nationalmannschaft vor dem Länderspiel gegen Frankreich (1910)

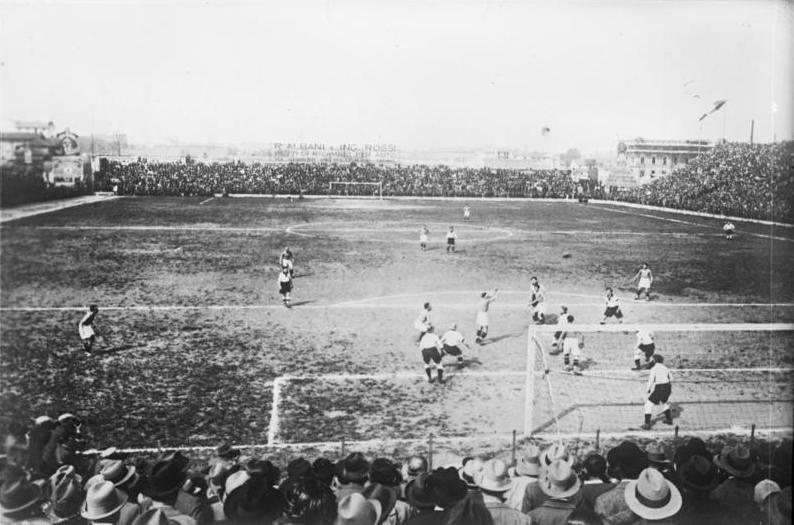
Spielszene aus dem Länderspiel gegen Deutschland 1929 in Mailand

Der italienische Fußballdachverband Federazione Italiana Giuoco Calcio (F.I.G.C.) wurde am 16. März 1898 in Turin gegründet und ist seit 1905 FIFA-Mitglied. Das erste Länderspiel der Auswahl wurde am 15. Mai 1910 in Mailand in der Arena Civica gegen Frankreich ausgespielt, die Italiener gewannen das Freundschaftsspiel gegen die Équipe Tricolore mit 6:2. Pietro Lana erzielte in diesem Spiel das erste Tor und den ersten Hattrick der Geschichte für die Azzurri.
Die ersten beiden großen Erfolge erzielte Italien in den Jahren 1934 und 1938, als es jeweils die WM gewann. Überragende Spieler waren damals Giuseppe Meazza und Silvio Piola. Der damalige Nationaltrainer Vittorio Pozzo ist bis heute der einzige Trainer, der zweimal in Folge Weltmeister wurde. In den Zwischenjahren gewann diese Mannschaft außerdem bei den Olympischen Spielen in Berlin 1936 die Goldmedaille vor Österreich. 1968 wurde der erste EM-Titel gewonnen.
1982 gewann sie den nunmehr dritten WM-Titel. Das Team mit dem Torschützenkönig Paolo Rossi, der in der Zwischenrunde Brasilien praktisch im Alleingang mit drei Treffern abschoss, Dino Zoff, dem Weltklasse-Torwart, der bei dieser WM bereits 40 Jahre alt war und einer legendären Abwehrreihe um Gaetano Scirea, gewann gegen Deutschland das Finale mit 3:1.
Der vierte WM-Titel kam 2006 hinzu. Bei der Weltmeisterschaft in Deutschland gewann man im Finale gegen Frankreich mit 5:3 im Elfmeterschießen, nachdem es nach 120 Minuten 1:1 gestanden hatte.
Fast tragisch wirkte die Pechsträhne der Italiener bei den wichtigen Turnieren zuvor. So schieden sie bei drei aufeinanderfolgenden Weltmeisterschaften (1990, 1994, 1998) durch Elfmeterschießen aus (1990 im Halbfinale gegen Argentinien; 1994 im Finale gegen Brasilien; 1998 im Viertelfinale gegen Frankreich). Insgesamt verlor Italien in den fünf WMs zwischen 1982 und 1998 nur zwei Spiele in der regulären Spielzeit. Im Finale der EM 2000 gegen Frankreich kassierte es nach überlegen geführter regulärer Spielzeit erst in der vierten Minute der Nachspielzeit den 1:1-Ausgleich und verlor durch David Trezeguets Golden Goal in der Verlängerung. Das Aus bei der WM 2002 kam bereits im Achtelfinale gegen Südkorea, ebenfalls durch Golden Goal. Dabei war den Italienern in umstrittenen Schiedsrichterentscheidungen das eigene Golden Goal aberkannt und ihr Star Francesco Totti, wegen einer angeblichen Schwalbe innerhalb des Strafraums, des Platzes verwiesen worden. Schon im vorherigen Turnierverlauf waren ihnen insgesamt vier reguläre Tore wegen Fehlentscheidungen der Schiedsrichtergespanne versagt geblieben. Bei der EM 2004 schieden sie ungeschlagen nach der Vorrunde aus, punktgleich mit den beiden durch das Torverhältnis besser platzierten Teams in der Gruppe.
Die italienische Nationalmannschaft gilt wegen des ihr anhaftenden Klischees, meist sehr defensiv eingestellt zu sein, international als schwer bespielbarer Gegner. Dieses Image entstand vor allem nach der Weltmeisterschaft 1966, als für kurze Zeit Helenio Herrera, der Verfechter des Catenaccio Nationaltrainer wurde. Sein Co-Trainer Ferruccio Valcareggi wurde später Herreras Nachfolger, unter seiner Regie wurde die Spielweise des Catenaccios bis Anfang der 1970er Jahre fortgesetzt.
Italien spielt traditionell in blauen Nationalmannschaftstrikots. Deshalb trägt die Mannschaft den Spitznamen Gli Azzurri (Die Azurblauen). Historisch geht dies auf die Farbe des Hauses Savoyen (savoyenblau) zurück, das zur Zeit der Monarchie 1861–1946 die Könige von Italien stellte.
Der Hauptsitz des Verbandes FIGC befindet sich in der Hauptstadt Rom, das primäre Trainings- und Leistungszentrum der Nationalmannschaft in der toskanischen Hauptstadt Florenz.

### Die Ära Pozzo (1910–1938)
Die ersten drei Dekaden der Geschichte der italienischen Fußballnationalmannschaft sind durch Vittorio Pozzo geprägt. Zwei Jahre nach Italiens erstem Länderspiel übernahm er 1912 das Amt des Nationaltrainers. Mit Ausnahme einiger Unterbrechungen führte er die Mannschaft bis 1948. Erster Erfolg war die Teilnahme am Fußballturnier der Olympischen Sommerspiele 1928 in Amsterdam. Italien spielte mit einem 2–3–5-System und scheiterte erst im Halbfinale gegen die überragende Mannschaft aus Uruguay. Uruguay, das bereits 1924 die Goldmedaille geholt hatte, gewann das Turnier. Mit einem 11:3-Sieg gegen Ägypten sicherte sich Italien die Bronzemedaille.
An der ersten WM 1930 in Uruguay nahm Italien wegen der langen Überfahrt nicht teil. Im selben Jahr gewann man den erstmals ausgetragenen Europapokal der Fußball-Nationalmannschaften, der als Vorläufer der Europameisterschaft gilt. In diesem Turnier spielten europäische Teams in einem Zeitraum von zwei Jahren gegeneinander. Vittorio Pozzo gelang mit Italien in den nächsten Jahren etwas Einmaliges: Er holte zwei Weltmeistertitel (1934 und 1938) hintereinander. Zwischen den beiden Titeln gewann Italien 1935 erneut den Europapokal der Nationalmannschaften und die Goldmedaille bei den Olympischen Spielen 1936 in Deutschland. Das Finale im Berliner Olympiastadion gewann es gegen die Auswahl Österreichs. Stars dieser goldenen italienischen Ära waren Giuseppe Meazza, Silvio Piola, Luis Monti, Virginio Rosetta, Giuseppe Ruffino und Giovanni Ferrari.

### Die Tragödie von Superga (1948–1962)
Im Gegensatz zu Deutschland war Italien, das im Zweiten Weltkrieg die Seiten gewechselt hatte, zur Fußball-Weltmeisterschaft 1950 in Brasilien, der ersten nach dem Kriege, zugelassen. 1948 war Trainer Vittorio Pozzo, der das Team seit 1912 mit einigen Unterbrechungen geführt hatte, zurückgetreten. 1949 wurde der italienische Fußball durch den Flugunfall von Superga schwer getroffen. Hierbei starben unter anderem fast alle Spieler der Profimannschaft der AC Turin, die damals als beste Italiens galt. Zehn dieser Spieler standen in der Auswahl der Nationalelf. Aus Angst vor einem weiteren Flugunfall reiste die Mannschaft zur Weltmeisterschaft nach Brasilien mit dem Schiff und scheiterte dort in der Vorrunde. Die 1950er Jahre verliefen nicht erfolgreich. Bei der Fußball-Weltmeisterschaft 1954 schied man in der Vorrunde aus, zur WM 1958 wurde die Qualifikation verpasst. Obwohl die beiden Mailänder Vereine AC und Inter den europäischen Fußball in den 1960er Jahren prägten, gelang es nicht, diese Erfolge in der Nationalelf umzusetzen. Zur EM 1960 trat nicht an und in Chile 1962 scheiterte man erneut in der Vorrunde. Die Zeit zwischen 1945 und 1962 war von zahlreichen Trainerwechseln geprägt. Mehrmals wurde die Mannschaft von technischen Kommissionen geführt.

### Die Schlacht von Santiago (1962–1966)
Am 2. Juni 1962 fand das zweite Vorrundenspiel der Fußball-Weltmeisterschaft 1962 in Chile zwischen Gastgeber Chile und Italien im Estadio Nacional de Chile vor über 66.000 Zuschauern statt. Dieses Spiel ging als Schlacht von Santiago in die Fußballgeschichte ein. Bereits in der 8. Minute schickte der englische Schiedsrichter Ken Aston den Italiener Giorgio Ferrini nach einem Foulspiel an Honorino Landa vom Platz. Das Spiel wurde erst nach acht Minuten Unterbrechung fortgesetzt. Gegen Ende der ersten Halbzeit revanchierte sich Chiles Mittelfeldspieler Leonel Sánchez bei Mario David für die harte Manndeckung, indem er den Italiener niederstreckte. Als David begriff, dass der Schiedsrichter nichts unternehmen würde, trat er Sánchez in der 41. Minute und wurde des Feldes verwiesen.
Die Brutalität nahm immer weiter zu. Italiens Stürmer Humberto Maschio erlitt durch einen Faustschlag von Sánchez eine Nasenbeinfraktur. Auch dies blieb ungeahndet, da es der Unparteiische nicht wagte, einen Chilenen vom Platz zu stellen. Immer wieder kam es zu Unsportlichkeiten. Der Schiedsrichter musste sich aufgrund zunehmender Handgreiflichkeiten mehrmals schlichtend zwischen die streitenden Spieler stellen, weitere zweimal war die Unterstützung der Sicherheitskräfte nötig.
Die Chilenen taten sich auch gegen die mit zwei Mann in Unterzahl spielenden Italiener schwer. Erst zwei späte Tore durch Jaime Ramírez in der 73. und Jorge Toro in der 87. Minute entschieden das Spiel zu Gunsten der Gastgeber, die sich damit für das Viertelfinale qualifizierten. Nachdem sich die Italiener, trotz eines deutlichen Sieges im letzten Vorrundenspiel gegen die Schweiz, nicht mehr für die nächste Runde hatten qualifizieren können, trat Trainer Paolo Mazza zurück und übergab das Amt an Edmondo Fabbri.
In der Qualifikation zur Fußball-Europameisterschaft 1964 scheiterte die Mannschaft im Achtelfinale mit 0:2 und 1:1 an der UdSSR. Die Qualifikation zur Fußball-Weltmeisterschaft 1966 in England gelang. Hier setzte sich die Mannschaft Italiens ungeschlagen als Gruppen-Erster durch. Die anschließende WM in England geriet zu einer Blamage. Bereits in der Vorrunde unterlag Italien überraschend mit 0:1 im letzten Gruppenspiel Nordkorea. Fabbri musste zurücktreten. Sein Nachfolger wurde Ferruccio Valcareggi.

### Europameister und das Jahrhundertspiel (1966–1975)

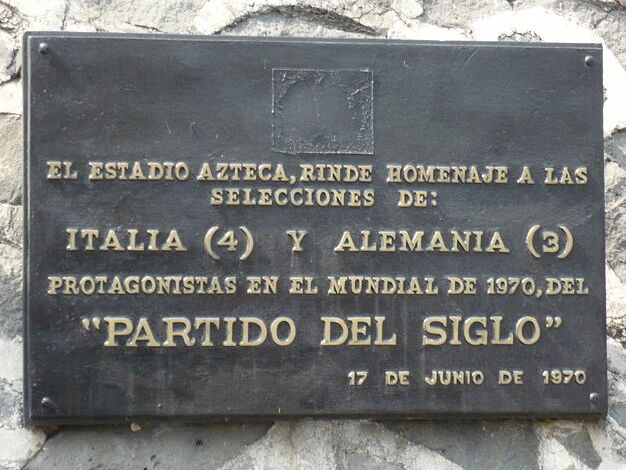
Erinnerungstafel am Aztekenstadion

Ferruccio Valcareggi übernahm das Amt des Nationaltrainers gemeinsam mit Helenio Herrera. Herrera blieb jedoch nur bis 1967, so dass Valcareggi das Team ab 1967 alleine führte. Er führte Italien zum Europameistertitel 1968 und erreichte in Mexiko das Finale der Weltmeisterschaft.
Bei der Fußball-Weltmeisterschaft 1970 in Mexiko traf Italien am 17. Juni 1970 im Halbfinale vor über 100.000 Zuschauern im Aztekenstadion in Mexiko-Stadt auf Deutschland. Dieses Spiel ging als das Jahrhundertspiel in die Geschichte des Fußballs ein. Die frühe italienische 1:0-Führung durch Roberto Boninsegna in der achten Minute glich Karl-Heinz Schnellinger in der Nachspielzeit der zweiten Halbzeit, kurz vor dem eigentlichen Schlusspfiff, aus. Den deutschen Fernsehkommentator Ernst Huberty verleitete das zu einem Kultausspruch („… ausgerechnet Schnellinger!“), da Schnellinger in Italien sein Geld als Profi bei der AC Mailand und davor bereits bei der AS Rom und der AC Mantova verdiente und dies auch sein einziges Tor in 47 Länderspielen war.
Es kam daher zu einer Verlängerung, in der Gerd Müller das deutsche Team bereits in der 94. Minute in Führung brachte, die durch Tarcisio Burgnich vier Minuten später ausgeglichen wurde. Eine Minute vor dem Seitenwechsel traf Luigi Riva zur 3:2-Führung für Italien. Gerd Müller glich wiederum zum 3:3 für die DFB-Auswahl aus. Eine Minute nach dem deutschen Ausgleich entschied der zur Halbzeit für Sandro Mazzola eingewechselte Gianni Rivera die Partie mit seinem Treffer für Italien zum 4:3-Endstand. Am Spielende erhoben sich die Zuschauer von ihren Plätzen und applaudierten beiden Mannschaften.
Im Finale trafen mit Italien und Brasilien zwei ehemalige Weltmeister aufeinander. Brasilien ging durch einen Treffer von Pelé in der 18. Minute in Führung. Roberto Boninsegna glich in der 37. Minute aus. In der zweiten Halbzeit machte sich die Erschöpfung der Italiener nach dem Jahrhundertspiel bemerkbar. Der Kreativität der Brasilianer hatten sie nicht mehr viel entgegenzusetzen. Gerson traf in der 66. Minute zum 2:1. Das von Gerson und Pelé vorbereitete 3:1 durch Jairzinho und das vierte Tor durch Alberto Carlos besiegelten Italiens Finalniederlage endgültig.
Bei der Europameisterschaft 1972 scheiterte man in der Qualifikation im Viertelfinale knapp am späteren Gastgeber Belgien. Die Fußballweltmeisterschaft 1974 in Deutschland verlief katastrophal: Der Vizeweltmeister überstand die Vorrunde nicht. Torhüter Dino Zoff war vom September 1972 bis Juni 1974 in zwölf Länderspielen ohne Gegentor geblieben. Bei der WM-Endrunde beendete der Haitianer Emmanuel Sanon nach 1143 Minuten ohne Gegentor diese Serie. Das Ergebnis dieses Turniers war die Entlassung Valcareggis. Fulvio Bernardini trat an, der für einen Generationenwechsel verantwortlich war. Leistungsträger und Urgesteine der Squadra Azzurra wie Tarcisio Burgnich, Roberto Boninsegna, Sandro Mazzola, Gianni Rivera und Luigi Riva traten 1974 aus der Nationalmannschaft Italiens zurück. Wegen Problemen in der Qualifikation zur EM 1976 übernahm Assistenztrainer Enzo Bearzot anschließend das Amt.

### Der dritte Weltmeistertitel (1975–1986)
1975 übernahm Enzo Bearzot, „Der Schweiger aus dem Friaul“ das Amt des Nationaltrainers. Er blieb bis 1986, betreute insgesamt 104 Länderspiele und wurde zum erfolgreichsten Nationaltrainer Italiens nach dem Zweiten Weltkrieg.
Die Qualifikation zur Fußball-Europameisterschaft 1976, bei der nur vier Mannschaften an der Endrunde in einem Halbfinale teilnahmen, schaffte Italien nicht. Italien befand sich in der gleichen Gruppe wie der amtierende Vizeweltmeister Niederlande um Johan Cruyff und dem WM-Dritten Polen um Stürmerstar Grzegorz Lato. Italien wurde in dieser Gruppe nur Dritter.
Zwei Jahre später gelang die Qualifikation zur Weltmeisterschaft 1978 in Argentinien. Hier qualifizierte es sich mit fünf Siegen und einer Niederlage vor England. Italien startete gut ins Turnier. Der Gastgeber und spätere Weltmeister Argentinien wurde 1:0 besiegt. In der zweiten Finalgruppe traf Italien auf den Weltmeister und Vizeeuropameister Deutschland und den Vizeweltmeister und EM-Dritten Niederlande. Wegen einer 2:1-Niederlage gegen die Niederlande erreichte es nur das Spiel um den dritten Platz, das es 2:1 gegen Brasilien verlor. Bearzot hatte vor dem Turnier den zweitklassig spielenden Stürmer Paolo Rossi entdeckt, der in Argentinien eine gute Leistung ablieferte und drei Tore erzielte.
Auf dieses Turnier folgte die Europameisterschaft 1980 im eigenen Land. Italien erreichte das Finale nicht. Es spielte zweimal 0:0 und siegte mit 1:0. So erreichte es nur das Spiel um den dritten Platz, das es gegen den Titelverteidiger Tschechoslowakei im Elfmeterschießen verlor. Ende 1980 spielte man die sogenannte Mini-WM, wo Italien gegen den Vizeweltmeister Niederlande ein Unentschieden erreichte, aber gegen den späteren Turniersieger Uruguay verlor und damit ausschied.

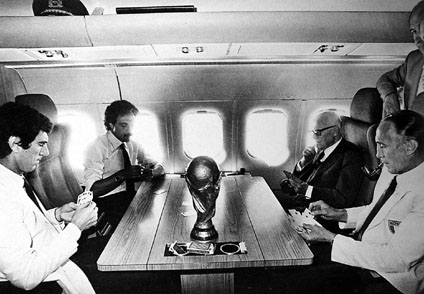
Die italienischen Spieler Dino Zoff (l.), Franco Causio (2. v. l.) und Trainer Enzo Bearzot (v. r.) zusammen mit Staatspräsident Sandro Pertini auf dem Rückflug nach dem Gewinn der Weltmeisterschaft 1982

Zur Weltmeisterschaft 1982 in Spanien reiste es nicht als Favorit an. Das Erreichen der zweiten Finalgruppe war für Italien qualvoll: Nach drei Unentschieden in der Vorrunde der WM hagelte es Kritik am Spielsystem Bearzots. Italien erreichte nur die zweite Finalrunde, weil es gegenüber Kamerun bei gleichem Torverhältnis ein Tor mehr geschossen hatte. Stürmer Rossi, dem Bearzot nach wie vor vertraute, traf nicht. In der Zwischenrunde warteten der Turnierfavorit Brasilien und der Weltmeister Argentinien mit Superstar Diego Armando Maradona. Italien, das aus einer soliden Abwehr heraus spielte und auf Konter setzte, bezwang Argentinien. Der beinharte Manndecker Claudio Gentile hatte Maradona aus dem Spiel genommen. Italien hatte seine Form gefunden. Der 18-jährige Verteidiger Giuseppe Bergomi wurde einer der besten Spieler des Turniers. Bruno Conti, Gaetano Scirea, Tardelli und Altobelli lieferten ebenfalls große Leistungen ab. Dem Spiel gegen Argentinien folgte eine der größten Stunden des italienischen Fußballs. Der 3:2-Sieg gegen Brasilien in Barcelona wird heute als eines der besten Spiele der WM-Geschichte angesehen. Gentile kümmerte sich um Superstar Zico und Bergomi um Eder. Paolo Rossi machte das Spiel seines Lebens: Er schoss alle drei Tore. Es folgte ein 2:0-Halbfinalsieg gegen Polen mit zwei Rossi-Toren und im Finale traf Italien auf Europameister Deutschland, das sich im Jahrhundertspiel gegen Frankreich („Nacht von Sevilla“) durchsetzte. Hier siegte Italien klar mit 3:1. Paolo Rossi wurde mit sechs Treffern Torschützenkönig. Der pflichtbewusste Bearzot trat nicht auf dem Höhepunkt zurück, sondern betreute die Mannschaft weiter. Die Qualifikation zur Europameisterschaft 1984 wurde zum Desaster: Weltmeister Italien scheiterte als Gruppenvierter von fünf Mannschaften. Nur Zypern spielte in dieser Gruppe noch erfolgloser. Bei der Weltmeisterschaft 1986 in Mexiko spielte Italien besser und schied nach einer Niederlage gegen den starken Europameister Frankreich im Achtelfinale aus. Bearzot trat nach dem Turnier von seinem Amt zurück.

### Eine neue Generation (1986–1991)
Azeglio Vicini trat im August 1986 nach der Fußball-Weltmeisterschaft 1986 Bearzots Erbe an. Der ehemalige offensive Mittelfeld- und spätere Defensivspieler, der für Sampdoria Genua gespielt hatte, blieb bis 1991.
Von der Generation, die 1982 in Madrid triumphiert hatte, waren noch Giuseppe Bergomi und Alessandro Altobelli übrig. Die jüngere Generation italienischer Spieler um Walter Zenga, Franco Baresi, Paolo Maldini, Carlo Ancelotti, Roberto Donadoni und Gianluca Vialli bildeten den Kern des neuen Teams. Bei der Fußball-Europameisterschaft 1988 in Deutschland lieferte Italien eine solide Leistung ab. Es wurde hinter Vizeweltmeister Deutschland ungeschlagen und punktgleich Gruppenzweiter und zog ins Halbfinale ein. Hier unterlag es der UdSSR.
Bei der Fußball-Weltmeisterschaft 1990 im eigenen Land waren die Erwartungen hoch. Neu im Kader waren unter anderem Roberto Baggio und Salvatore Schillaci. Italien erreichte souverän das Halbfinale ohne ein einziges Gegentor und der Sizilianer Schillaci wurde mit seinen Toren zu einem gefeierten Nationalhelden. Das Halbfinale wurde für Italien zum Albtraum, hier traf man auf Weltmeister Argentinien, das sich mit mäßigen Leistungen durch das Turnier gequält hatte. Italien ging durch Schillaci früh in Führung, Caniggia glich in der 67. Minute aus. Argentinien rettete sich somit ins Elfmeterschießen, wo der Elfmetertöter Sergio Goycochea zum wiederholten Male seine Klasse bewies. Italien verlor und erreichte durch einen Sieg gegen England den dritten Platz. Schillaci wurde Torschützenkönig und zum besten Spieler des Turniers gewählt. Vicini trat ein Jahr später zurück, nachdem Italien an der Qualifikation zur Europameisterschaft 1992 in Schweden gescheitert war.

### Sacchis Kulturrevolution (1991–1998)
Der Meistertrainer der AC Mailand, Arrigo Sacchi, trat 1991 die Nachfolge an. Sacchi wollte Italien nicht nur wieder erfolgreich machen, er bemühte sich auch um einen Wechsel der Spielkultur. Statt taktischem Defensivspiel wollte er seine auf Vereinsebene erfolgreiche Philosophie des Offensivfußballs in der Nationalmannschaft umsetzen. Letztlich fehlten dazu jedoch die passenden Spieler. Lediglich Roberto Baggio war in der Offensive absolute Weltklasse. Die Qualifikation zur Fußball-Weltmeisterschaft 1994 in den USA wurde vor der Schweiz erreicht. Das Turnier begann mit einer Enttäuschung. Italien verlor gegen den Außenseiter Irland mit 0:1 und überstand die Gruppe nur als Dritter. Ähnlich wie 1982 erwies sich Italien wieder als Turniermannschaft. Roberto Baggio spielte drei großartige Partien und schoss Italien fast im Alleingang ins WM-Finale. Hier gelang die Revanche für die Niederlage von 1970 gegen Brasilien. Das Finale war von totaler Sicherheit geprägt und beide Teams neutralisierten sich taktisch nahezu über die gesamte Spielzeit hinweg. Nach zwei Stunden stand es 0:0 und es kam zum Elfmeterschießen. Ausgerechnet die Leistungsträger Baresi und Baggio vergaben ihre Elfmeter und Brasilien, nicht Italien, gewann den vierten Weltmeistertitel.

Aufstellungen des Finalspiels der Weltmeisterschaft 1994

Diesem Beinahe-Triumph folgte wieder eine Enttäuschung: Bei der EM in England schied man als Gruppendritter nach einem Sieg gegen Russland, einer Niederlage gegen den späteren Vizeeuropameister Tschechien und einem Remis gegen den späteren Europameister Deutschland aus.
Cesare Maldini, Paolo Maldins Vater, übernahm nach der Enttäuschung das Amt des Nationaltrainers. Die Mannschaft qualifizierte sich für die WM in Frankreich und stieß dort bis ins Viertelfinale vor. Dort traf sie auf den späteren Weltmeister Frankreich. Nach 120 Minuten stand es 0:0 und das Elfmeterschießen musste entscheiden. Luigi Di Biagio war der Pechvogel, der den Ball gegen die Latte setzte und Italiens Schicksal besiegelte.

### Zwei Niederlagen nach einem Golden Goal und die „skandinavische Spielabsprache“ (1998–2004)
Nach der WM 1998 wurde Dino Zoff neuer Nationaltrainer Italiens. Die ersten Spiele unter seiner Leitung verliefen vielversprechend: Nach zwei Siegen gegen Wales und die Schweiz in der EM-Qualifikation folgte ein Unentschieden gegen Spanien in einem Freundschaftsspiel. Danach blieben die erwarteten Erfolge jedoch aus. Trotz mittelmäßiger Spiele in der EM-Qualifikation (u. a. 1:1 und 0:0 gegen Belarus, 0:0 gegen die Schweiz und 2:3 gegen Dänemark) lösten die Italiener dennoch das Ticket zur Europameisterschaft 2000, da sie einen Punkt vor den Dänen und Schweizern lagen. Auch in der Vorbereitung auf die EM blieb das Spiel der Azzurri wechselhaft: Mal siegten sie souverän, wie beim 2:0 im Test gegen Portugal, und mal verloren sie nach desolater Leistung (1:3 gegen Belgien, 0:1 gegen Norwegen). Dennoch waren die Erwartungen an das Turnier in Belgien und der Niederlande hoch.
In der Vorrunden-Gruppe B zog man ungefährdet durch drei Siege in die nächste Runde ein. Dabei bezwang man im ersten Spiel die gut mithaltende türkische Elf mit 2:1 durch Tore von Antonio Conte und Filippo Inzaghi. Im zweiten Spiel gelang ein ungefährdeter 2:0-Sieg gegen Gastgeber Belgien in dem Stefano Fiore und Francesco Totti die Entscheidung herbeiführten. Im dritten Spiel, vor dem man bereits qualifiziert war, bezwang man die Schweden mit 2:1 durch ein spätes Tor von Del Piero. Im Viertelfinalspiel gegen Rumänien siegte man souverän mit 2:0, wobei das Spiel nach 60 Minuten durch Tore von Totti und Inzaghi sowie einer roten Karte gegen Gheorghe Hagi vorentschieden war. Im Halbfinale kam es zu einem Aufeinandertreffen mit dem zweiten Gastgeber Niederlande. Dieses Spiel stand sowohl nach regulärer als auch verlängerter Spielzeit 0:0. Nach 34 Minuten wurde Gianluca Zambrotta mit einer gelb-roten Karte des Feldes verwiesen, kurz darauf hielt der stark aufspielende Francesco Toldo einen Elfmeter von Frank de Boer. Trotz der fast 90-minütigen Überzahl gelang es den Niederländern nicht ein Tor zu erzielen, da auch Patrick Kluivert bei seinem Elfmeter in der zweiten Halbzeit nur den Pfosten traf. So rettete sich Italien ins Elfmeterschießen. Nach Treffern der Italiener durch Di Biagio, Pessotto und Totti sowie dem Fehlschuss Maldinis standen die Niederländern nach bereits zwei von drei vergebenen Elfmetern (Toldo hält gegen De Boer, Stam vergibt) unter Druck, doch Paul Bosvelt scheiterte am glänzenden Toldo, der damit den Finaleinzug Italiens perfekt machte. Im Finale gegen Frankreich ging es durch ein Tor Marco Delvecchios in der 55. Minute in Führung, die bis zur Nachspielzeit Bestand hatte. In dieser erzielte Sylvain Wiltord das 1:1 und erzwang somit die Verlängerung, in der David Trezeguet durch sein Golden Goal zum 2:1 das Spiel entschied. Im Zuge der guten EM standen mit Francesco Toldo, Fabio Cannavaro, Alessandro Nesta und Francesco Totti vier Spieler im Allstar-Team der UEFA. Trotz des guten Abschneidens verkündete Zoff seinen Rücktritt vom Amt als Nationaltrainer.

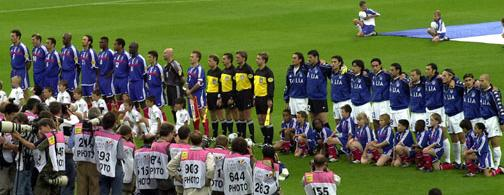
Die französische und italienische Mannschaft vor dem EM-Finale am 2. Juli 2000 in Rotterdam

Als Nachfolger Zoffs wurde der im Vereinsfußball bislang sehr erfolgreiche Giovanni Trapattoni verpflichtet. Unter ihm setzte die Nationalmannschaft ihre gute Entwicklung fort und verlor unter Trap bis zur WM 2002 lediglich zwei Freundschaftsspiele (1:2 gegen Argentinien und 0:1 gegen Tschechien). Ansonsten wurden durchgehend gute Ergebnisse erzielt, wie beispielsweise Testspielsiege gegen England (1:0, 2:1). In der WM-Qualifikationsgruppe 8 erreichte man souverän den ersten Platz und sicherte sich die WM-Teilnahme mit acht Siegen und zwei Unentschieden.

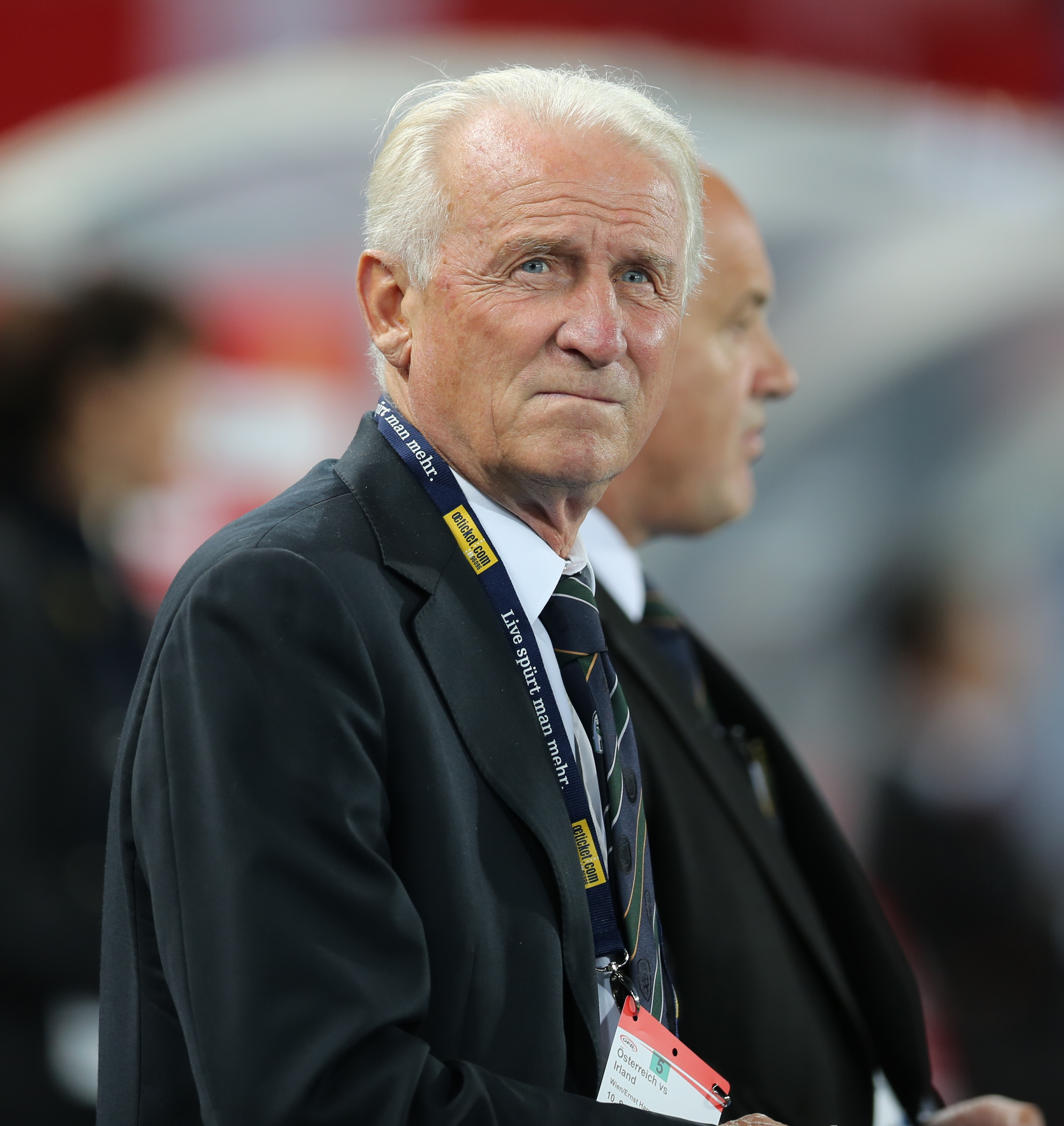
Nationaltrainer von 2000 bis 2004: Giovanni Trapattoni

Für die Weltmeisterschaft wurde Italien zusammen mit Ecuador, Kroatien und Mexiko in die Gruppe G gelost. Im ersten Spiel gelang ein souveräner 2:0-Sieg gegen Ecuador, der früh durch zwei Vieri-Tore sichergestellt war. Im zweiten Gruppenspiel unterlag man überraschend den Kroaten mit 1:2, die nach Rückstand Moral bewiesen und sich den Sieg verdient hatten. Im letzten Spiel musste man gegen die bis dahin gut spielenden Mexikaner unbedingt punkten, da bei einer Niederlage das Ausscheiden drohte, weil sich Ecuador durch einen Sieg oder Kroatien per Unentschieden oder eigenem Sieg hätte durchsetzen können. Bereits nach 35 Minuten lag man durch das Tor Jared Borgettis mit 0:1 hinten. In der 85. Minute erzielte der kurz zuvor eingewechselte Alessandro Del Piero das 1:1, sodass man mit jeweils einem Punkt vor Kroatien und Ecuador lag und als Gruppenzweiter die nächste Runde erreichte. In diesem Achtelfinalspiel gegen Südkorea schied man sehr unglücklich aus dem Turnier aus: Trotz einem von Gianluigi Buffon gehaltenen Foulelfmeter zu Beginn der Partie und dem frühen 1:0 durch Vieri, konnte man das Spiel nicht für sich entscheiden. Kurz vor Schluss erzielten die Südkoreaner den Ausgleich und retteten sich somit in die Verlängerung. In dieser wurde Francesco Totti des Feldes verwiesen und kurz vor Ende des Spiels erzielte Südkorea das entscheidende 2:1, da durch die Golden-Goal-Regel die Partie beendet war. Hierbei waren vor allem der Platzverweis gegen Totti sowie ein in der Verlängerung regulär erzieltes Tor Damiano Tommasis, welches aberkannt wurde, die größten Aufreger der Partie. Im Anschluss an das WM-Turnier wurde der ecuadorianische Unparteiische Byron Moreno von der FIFA gesperrt. Später gab dieser zu, dass die Aberkennung des italienischen Tores in der Verlängerung ein Fehler war. Insgesamt war das Turnier für Italien eine Enttäuschung, auch trotz der zweifelhaften Schiedsrichterentscheidungen, die das Ausscheiden begünstigten. Nach dem Turnier beendete Rekordnationalspieler Paolo Maldini nach 126 Länderspielen seine Nationalmannschaftskarriere.
Nach dem bitteren WM-Aus wollte Trapattoni die Italiener zum EM-Sieg führen. Doch auch zu Beginn der EM-Qualifikation spielten sie nicht überzeugend und hatten nach einer Testspielpleite gegen Slowenien und den ersten drei Spielen gegen Aserbaidschan (2:0), Serbien und Montenegro (1:1) sowie Wales (1:2) erst vier Punkte auf dem Konto. Die Mannschaft drohte bei weiter schlechten Ergebnissen erstmals nach 1992 ein EM-Turnier zu verpassen. Trotz schwindendem Vertrauen in Nationaltrainer und Team qualifizierte man sich durch endlich überzeugende Ergebnisse (vier Siege, ein Unentschieden) letztlich recht sicher für die EM 2004 in Portugal. In Vorbereitung auf diese zeigte man weiterhin ordentliche Leistungen (2:1 gegen Portugal, 1:1 gegen Spanien, 4:0 gegen Tunesien), sodass die Hoffnungen auf den ersten Titel nach 1982 wieder stiegen.
In der EM-Gruppe C traf man auf Dänemark, Schweden und Bulgarien. In einem schwachen ersten Spiel gegen Dänemark fielen keine Tore. Im zweiten Spiel gegen Schweden ging man durch den damals 21-jährigen Antonio Cassano in Führung, verpasste es aber diese auszubauen, sodass Zlatan Ibrahimović kurz vor Spielende der Ausgleichstreffer gelang und man sich 1:1 trennte. Vor der letzten Partie gegen bereits ausgeschiedene Bulgaren war die Ausgangslage für die Italiener sehr kompliziert. Um ins Viertelfinale einziehen zu können, musste man gewinnen. Außerdem durfte die Partie zwischen den Dänen und Schweden nicht mit einem Unentschieden ab 2:2 oder höher enden, da man (egal wie hoch man gegen Bulgarien siegen würde) aufgrund des direkten Vergleiches ausgeschieden wäre. Durch einen 2:1-Sieg, der durch ein Tor von Cassano in der vierten Minute der Nachspielzeit erreicht wurde, hatte man zumindest die Chance auf das Viertelfinale am Leben erhalten. Allerdings trennten sich Dänemark und Schweden mit 2:2, genau dem Ergebnis, das beiden zum Weiterkommen reichte, sodass Italien in der Vorrunde ausschied. Besonders im Blickpunkt stand dabei der Verdacht einer Spielabsprache, da Morten Olsen vor dem Spiel mit der Aussage „Natürlich machen wir einen Deal“ die Diskussionen nach dem Abpfiff weiter anheizte: Die Dänen führten lange verdient mit 2:1, doch in der Schlussphase der Partie erzielte Schweden das 2:2 nach einem Torwartfehler Thomas Sørensens, womit beide Teams weiterkamen und Italien ausschied. Trapattoni wies die Kritik zurück und äußerte, dass sich beide Mannschaften sportlich verhielten und das Ausscheiden allein auf deren Leistung beruhte. Dementsprechend reagierte der italienische Verband und ließ den Vertrag Trapattonis auslaufen. Trotz des frühen Ausscheidens wurde Gianluca Zambrotta mit der Auflistung im All-Star-Team geehrt.

### WM-Titel 2006 in Deutschland und das Ausscheiden nach der Gruppenphase 2010 in Südafrika (2004–2010)
Nachdem der Vertrag von Giovanni Trapattoni ausgelaufen war, verpflichtete der italienische Verband mit Marcello Lippi einen zuvor äußerst erfolgreichen Vereinstrainer als neuen Commissario Tecnico. Nach anfänglichen Misserfolgen (0:2 gegen Island im ersten Spiel und weitere Unentschieden gegen schwächere Gegner) gelang dem Team die Qualifikation zur WM 2006 – hauptsächlich erledigte man Pflichtaufgaben, war gegen einige Gruppengegner allerdings nicht überzeugend (0:1 gegen Slowenien, 0:0 gegen Norwegen und 1:1 gegen Schottland). In der folgenden Vorbereitung auf die WM zeigte die Mannschaft Klasse (besonders beim 3:1 gegen die Niederlande und 4:1 gegen Deutschland) und deutete an, dass großes Potenzial vorhanden war.

Aufstellungen des Finalspiels der Weltmeisterschaft 2006

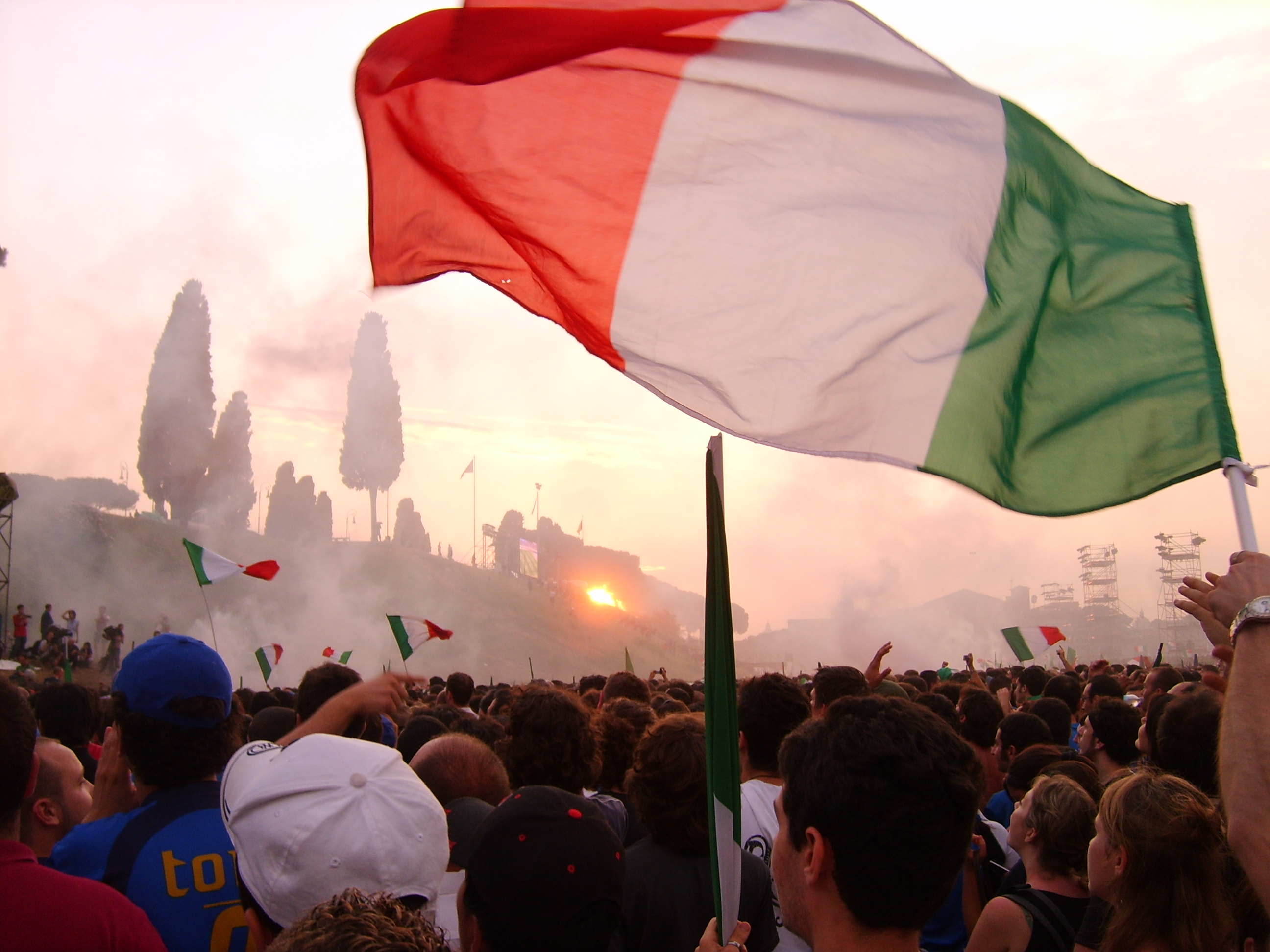
Tifosi beim Public Viewing während des Finalspiels der Weltmeisterschaft 2006 im Circus Maximus in Rom

Bei der WM gelang eine gute Vorrunde mit zwei ungefährdeten Siegen gegen Ghana im ersten Spiel und gegen Tschechien im dritten Spiel (beide 2:0) sowie einem Unentschieden gegen die USA (1:1), das für großes Aufsehen sorgte, da drei Platzverweise verteilt wurden. Die erste Rote Karte erhielt Daniele De Rossi für einen Ellenbogenschlag gegen Brian McBride, die zweite erhielt Pablo Mastroeni für eine gefährliche Grätsche gegen Andrea Pirlo. Außerdem erhielt Eddie Pope eine Gelb-Rote Karte für wiederholtes Foulspiel, insgesamt war die Härte der Partie auffällig. Als Gruppenerster qualifizierte man sich für das Achtelfinale, in dem man sich trotz eines Platzverweises für Marco Materazzi gegen Australien mit 1:0 durchsetzte. Der dabei von Francesco Totti in der fünften Minute der Nachspielzeit verwandelte Elfmeter war in der Entstehung zunächst stark umstritten, aus den Fernsehbilder ging allerdings eindeutig hervor, dass Fabio Grosso tatsächlich von Lucas Neill gefoult worden war. Im Viertelfinale zog man souverän gegen die Ukraine mit 3:0 ins Halbfinale ein. In diesem traf man auf Gastgeber Deutschland und bot eine hochklassige und spannende Partie, in der durch zwei späte Tore in der Verlängerung durch Fabio Grosso und Alessandro Del Piero den Einzug ins Finale gelang. Im Endspiel, das zu einer atemberaubenden Partie wurde, stand man den im Turnier immer stärker werdenden Franzosen gegenüber. Bereits nach sieben Minuten verwandelte Zinédine Zidane einen von Marco Materazzi an Florent Malouda verschuldeten Foulelfmeter, kurz danach verwertete Materazzi einen Eckball zum Ausgleich. Das Spiel blieb bis zum Ende ausgeglichen, obwohl sich Frankreich besonders durch die Klasse Zidanes ein Übergewicht erspielte. Erst in der Verlängerung verpuffte diese mit dem Platzverweis für Zizou. Dieser hatte sich von Provokationen Materazzis zu einer Tätlichkeit hinreißen lassen und diesem einen Kopfstoß versetzt, woraufhin er vom Schiedsrichter vom Platz gestellt wurde. Da keine weiteren Tore fielen, musste das Elfmeterschießen die Entscheidung herbeiführen. In diesem trafen alle italienischen Schützen, während David Trezeguet nur die Querlatte traf, womit Italien zum vierten Mal Weltmeister wurde. Außerdem wurden Fabio Cannavaro mit dem silbernen und Andrea Pirlo mit dem bronzenen Ball sowie Gianluigi Buffon mit dem goldenen Handschuh ausgezeichnet. Diese drei standen außerdem zusammen mit Gianluca Zambrotta, Gennaro Gattuso, Francesco Totti und Luca Toni im All-Star-Team des Turniers. Kurz darauf verkündeten Francesco Totti und etwas später auch Alessandro Nesta ihren Rücktritt aus der Nationalmannschaft.

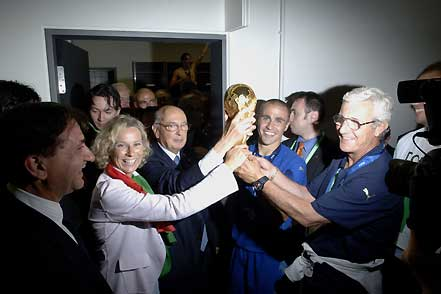
Staatspräsident Napolitano mit Kapitän Cannavaro und Trainer Lippi nach dem Gewinn der Weltmeisterschaft 2006

Nach dem WM-Sieg trat Marcello Lippi als Trainer zurück und Roberto Donadoni übernahm die Nachfolge. Dieser legte einen schwachen Start als Coach der Azzurri hin und gestaltete sein erstes Länderspiel (0:2 gegen Kroatien) und die ersten Spiele der EM-Qualifikation (1:1 gegen Litauen und 1:3 gegen Frankreich) nicht erfolgreich. Danach fing sich das Team, feierte mit ergebnisorientiertem Fußball in der Qualifikation neun Siege sowie ein Unentschieden und qualifizierte sich als Gruppenerster für die Fußball-Europameisterschaft 2008. In Vorbereitung auf die EM gewann man Freundschaftsspiele gegen Portugal und Belgien und verlor knapp gegen Spanien.
Italien erwischte einen Fehlstart in die Europameisterschaft. Der Ausfall Fabio Cannavaros bedeutete eine erhebliche Schwächung der Defensive, die bei der WM 2006 noch das italienische Prunkstück war. Die zahlreichen Fehler wurden im ersten Spiel von den Niederländern ausgenutzt. Nach dem 0:2-Pausenrückstand hatte man in der zweiten Halbzeit mehrere Chancen, wieder in das Spiel zu kommen, doch fehlte den Italienern die nötige Ruhe und Cleverness, um Edwin van der Sar zu überwinden. Allerdings erholte sich die erfahrene Mannschaft schnell von dieser Niederlage und präsentierte sich einige Tage später im Spiel gegen Rumänien stark verbessert. Das hochklassige Spiel endete mit einem Unentschieden. Die abschließende Partie gegen Frankreich wurde mit 2:0 gewonnen; speziell die italienische Defensive fand gegen die französische Mannschaft zu alter Stärke zurück. Somit gelang der erwartete Einzug in das Viertelfinale als Gruppenzweiter. In diesem erreichte man dank einer taktisch disziplinierten Spielweise das Elfmeterschießen gegen den späteren Turniersieger Spanien, in dem man mit 2:4 unterlag. Mit dem Ausscheiden der italienischen Mannschaft verlängerte sich Donadonis Vertrag nicht und er musste seinen Platz räumen. Insgesamt wurde dessen Amtszeit als Misserfolg gewertet, da sich das Spiel unter ihm nicht entwickelte und auch keine Erfolge zu Buche standen.
Im Juni 2008 gab der italienische Verband bekannt, dass Marcello Lippi erneut Nationaltrainer wird und die Mannschaft zur WM 2010 nach Südafrika führen soll. Diesmal verlief der Start unter dem neuen Trainer besser und nach einem Unentschieden im Freundschaftsspiel gegen Österreich (2:2) feierte man solide Erfolge in der Qualifikationsgruppe 8, in der man seiner Favoritenrolle gerecht wurde. Bis auf eine Niederlage im Testspiel gegen Brasilien hielt man sich bis in den Sommer 2009 schadlos. In diesem war man aufgrund des WM-Sieges 2006 für den Confed-Cup qualifiziert, bei dem man nach einem Auftaktsieg gegen die USA (3:1) sowie mit zwei Niederlagen gegen Ägypten und Brasilien als Gruppendritter knapp ausschied. Im weiteren Verlauf der WM-Qualifikation errang man drei Siege und ein Remis, womit man souveräner Gruppensieger wurde. Darauf folgte eine durchwachsene Vorbereitung auf die WM: Durch nur einen Sieg gegen Schweden (1:0), einer Niederlage gegen Mexiko (1:2) sowie drei Unentschieden (gegen die Niederlande, Kamerun und die Schweiz) stiegen die Zweifel an einen erneuten WM-Triumph.
In der WM-Gruppe F galt Italien als Favorit, lediglich Paraguay wurden Außenseiterchancen zugerechnet. Gegen diese zeigte man im ersten Gruppenspiel beim 1:1 eine mäßige Leistung, bei der man durch den Ausfall Gianluigi Buffons zusätzlich geschwächt wurde, nachdem bereits Andrea Pirlo für die ersten Spiele nicht zur Verfügung gestanden hatte. Im zweiten Spiel erkämpften sich tapfere Neuseeländer ein nicht unverdientes 1:1, durch das diese auch Chancen auf ein Weiterkommen besaßen. Am letzten Spieltag war alles offen, jede Mannschaft hatte noch die Chance auf die nächste Runde. Italien musste unbedingt gegen die Slowakei gewinnen, um nicht als Titelverteidiger auszuscheiden. Lippi vertraute dabei einer ähnlichen Mannschaft wie in den Spielen zuvor und musste mit ansehen, wie Róbert Vittek die Slowaken mit 2:0 in Führung brachte. Zehn Minuten vor Schluss gelang Antonio Di Natale der Anschlusstreffer, sodass man plötzlich wieder um das Achtelfinale mitspielte, da das andere Spiel 0:0 stand und so ein Unentschieden reichen würde. Kurz darauf erzielte Fabio Quagliarella ein reguläres Tor, das wegen Abseits nicht anerkannt wurde – man machte auf und wurde mit dem 1:3 bestraft. Quagliarella verkürzte zwar noch mit einem sehenswerten Schuss, doch Italien verlor mit 2:3 und schied als Gruppenletzter aus. Damit war man nach den Franzosen, die auch durch einen Boykott gegen ihren Trainer Raymond Domenech auffielen, die größte Enttäuschung des Turniers. Als Folge daraus verkündete Marcello Lippi seinen Rücktritt und nahm jegliche Schuld auf sich. Zudem beendete Kapitän und Rekordspieler Fabio Cannavaro nach 136 Einsätzen seine Nationalmannschaftskarriere.

### EM-Finale 2012, erneutes Gruppen-Aus bei einer WM und verpasste WM-Endrunde 2018 in Russland (2010–2017)
Nach der desaströsen WM in Südafrika und dem darauffolgenden Rücktritt Marcello Lippis wurde Cesare Prandelli, bis dahin Trainer der AC Florenz, neuer Nationalcoach. Mit seinem Amtsantritt führte dieser einen Ethik-Code ein, nach dem er freiwillig auf Spieler verzichtete, wenn diese aufgrund von Tätlichkeiten oder Beschimpfungen auffällig geworden waren. Außerdem verjüngte er die Mannschaft und führte ein offensives Spielsystem (meist ein 4-1-3-2) ein, bei dem auf Kombinationsfußball gesetzt wurde. Sein erstes Spiel als Trainer der Azzurri am 10. August 2010 gegen die Elfenbeinküste ging mit 0:1 verloren. Auch danach blieben die Leistungen vorerst durchwachsen, so spielte man beispielsweise gegen Nordirland und Rumänien Unentschieden. Erst ab dem 1:1 in Dortmund gegen Deutschland am 9. Februar 2011 war eine Leistungssteigerung zu vernehmen. Letztlich qualifizierte man sich ungeschlagen und mit nur zwei Gegentoren souverän für die Europameisterschaft. Vor dem Turnier folgten gegen Uruguay, die USA und Russland drei Niederlagen in Folge.
Kurz vor der Europameisterschaft wurden viele Details aus einem Wettskandal im italienischen Fußball bekannt, sodass kurz vor der Abreise ins EM-Quartier die Polizei im Trainingslager eintraf. Es wurden Vorwürfe gegenüber Domenico Criscito erhoben, welcher daraufhin von Prandelli aus dem Kader für die Euro gestrichen wurde. Auch Leonardo Bonucci und Gianluigi Buffon standen unter dem Verdacht, an Spielabsprachen beteiligt gewesen zu sein, reisten jedoch mit dem Team zum Turnier. Nach Abschluss der Ermittlungen erwiesen sich alle Anschuldigungen als haltlos. Im ersten Spiel der Azzurri gegen Spanien in der Gruppe C erspielten sie sich ein beachtliches 1:1, das nicht nur von der Presse als „Leckerbissen“ betitelt wurde, sondern auch durch ein ungewohntes 3-5-2-System auffiel, mit dem die Spanier nicht gut zurechtkamen. Das zweite Spiel gegen Kroatien endete ebenfalls 1:1. Im letzten Gruppenspiel, das unbedingt gewonnen werden musste, um das Viertelfinale zu erreichen, gelang gegen Irland ein 2:0-Erfolg, der aufgrund der zeitgleichen Niederlage Kroatiens gegen Spanien den zweiten Gruppenplatz hinter Spanien sicherte. Im folgenden Viertelfinale gegen England feierte man ein Weiterkommen trotz drückender Überlegenheit während des kompletten Spiels erst im Elfmeterschießen, in dem der Elfmeter von Andrea Pirlo für großes Aufsehen sorgte. Im Halbfinale zog man dank eines starken Mario Balotellis mit 2:1 gegen Deutschland, das als Favorit ins Spiel ging, nach 1968 und 2000 zum dritten Mal in ein EM-Finale ein. Durch diese Finalteilnahme qualifizierte man sich außerdem für den Confed Cup 2013, da Spanien als Finalgegner bereits als Weltmeister qualifiziert war. Das Finale ging gegen eine starke spanische Mannschaft deutlich mit 0:4 verloren, womit die Überraschung des Turniers ausblieb. Nach der Verletzung des gerade eingewechselten Thiago Motta musste man aufgrund des bereits ausgeschöpften Auswechselkontingents eine halbe Stunde in Unterzahl agieren. Dennoch wurde das Turnier für die Italiener als Erfolg gewertet, da man trotz Wettskandal und einer verkorksten Vorbereitung die schlechte WM vor zwei Jahren hatte vergessen machen können und überzeugenden, offensiven Fußball gespielt hatte. So war Italien beispielsweise das einzige Team, das dauerhaft mit zwei Stürmern spielte, wohingegen alle anderen Teams auf eine Spitze setzten. Zudem wurden Gianluigi Buffon, Daniele De Rossi, Andrea Pirlo und Mario Balotelli ins All-Star-Team der UEFA aufgenommen.

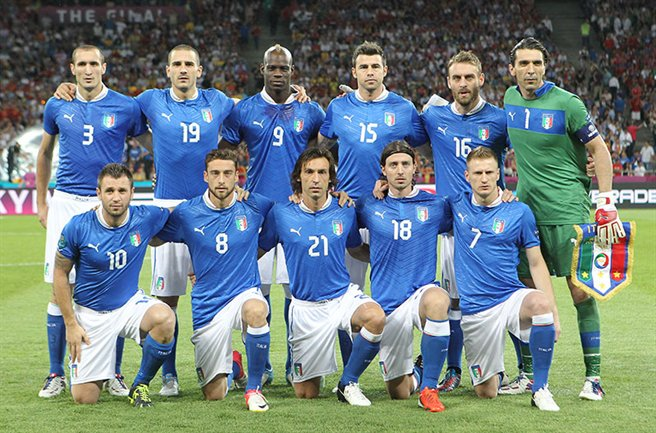
Die italienische Mannschaft am 1. Juli 2012 in Kiew vor dem EM-Finale gegen Spanien

Nach der Europameisterschaft setzte Prandelli seinen Kurs fort und ließ weiterhin offensiv ausgerichteten Fußball spielen. Nach einer Freundschaftsspielniederlage gegen England folgten vier Qualifikationsspiele, die man trotz mäßiger Leistungen mit drei Siegen (2:0 gegen Malta, 3:1 gegen Armenien, 3:1 gegen Dänemark) und einem Remis (2:2 gegen Bulgarien) erfolgreich gestaltete. Auch die folgenden Freundschaftsspiele gegen Frankreich (1:2), die Niederlande (1:1) und Brasilien (2:2) waren eher durchwachsen, was auch daran lag, dass Prandelli in solchen Spielen einiges ausprobierte. Im darauffolgenden Qualifikationsspiel gegen Malta gelang ein glanzloser 2:0-Sieg, bei dem die Malteser lange Zeit gut mitspielten. Auch die beiden Testspiele in Vorbereitung auf den Confed-Cup gegen San Marino (4:0) und Haiti (2:2) sowie das Qualifikationsspiel gegen Tschechien (0:0) waren nicht von großem Glanz geprägt. Zum Confed-Cup reiste man eher als Außenseiter, während Spanien und Brasilien als Favoriten ins Turnier gingen. Außerdem wurde den Europäern ein Nachteil gegenüber Brasilien und Uruguay nachgesagt, da diese besser mit den klimatischen Verhältnissen umgehen könnten, zudem wolle dass Prandelli vor allem Spieler für die WM testen. Im ersten Spiel bezwang man mit einem durchaus überzeugenden Auftritt Mexiko mit 2:1, bei dem Andrea Pirlo in seinem 100. Länderspiel ein sehenswerter Freistoß-Treffer gelang. Beim darauffolgenden Spiel gegen gute Japaner ging es hoch her: Nach 0:2-Rückstand erarbeitete sich das Team eine 3:2-Führung, die kurz darauf ausgeglichen wurde. Kurz vor Schluss erzielte Sebastian Giovinco den Siegtreffer, sodass man sich vorzeitig für das Halbfinale qualifizierte. Das dritte Gruppenspiel verlief unglücklich: Nachdem man bereits auf Pirlo hatte verzichten müssen, verletzten sich zu Beginn des Spiels sowohl Ignazio Abate als auch Riccardo Montolivo. Dennoch hielt man lange gegen stark aufspielende Brasilianer mit, die letztendlich den Sieg erzwangen und durch zwei Fred-Tore als Gruppensieger vom Platz gingen. Aufgrund dessen musste man im Halbfinalspiel gegen Spanien antreten, gegen die man innerhalb der letzten zwei Jahre zum vierten Mal antrat. Italien erspielte sich, gut auf den Gegner eingestellt, Konterchancen, die man jedoch nicht nutzte, sodass man nach torloser Partie und Verlängerung ins Elfmeterschießen musste. Dort waren alle Schützen erfolgreich, lediglich Leonardo Bonucci verfehlte das Tor, sodass man erneut an Spanien scheiterte. Im stark kritisierten Spiel um Platz 3 war besonders der Gegner Uruguay gewillt zu gewinnen und trat in Bestbesetzung an, während Prandelli rotierte. Italien ging dank zweier Standards von Alessandro Diamanti zweimal in Führung, Edinson Cavani egalisierte jeweils. Nach einem kräfteraubenden Turnier und einem Platzverweis gegen Montolivo rettete man sich ins Elfmeterschießen. In diesem sicherte Buffon mit drei parierten Strafstößen den dritten Platz.
Italien qualifizierte sich mit sechs Punkten Vorsprung auf die zweitplatzierten Dänen direkt für die WM-Endrunde 2014. Vor der WM gab es im März 2014 eine 0:1-Niederlage gegen Spanien, ein torloses Unentschieden gegen Irland und ein enttäuschendes 1:1 gegen Luxemburg. Bei der WM 2014 waren die Azzurri gemeinsam mit zwei weiteren ehemaligen Weltmeistern, England und Uruguay, sowie dem Außenseiter Costa Rica in die Vorrundengruppe D gelost worden. Im ersten Spiel gegen England ging die Mannschaft nach 35 Minuten durch ein Tor von Claudio Marchisio in Führung und musste zwei Minuten später den Ausgleich durch Daniel Sturridge hinnehmen, um fünf Minuten nach der Pause durch Balotelli den Siegtreffer zu erzielen. Im zweiten Spiel verlor man gegen Costa Rica mit 0:1, nachdem kurz vor der Pause Bryan Ruiz den Siegtreffer für den Außenseiter erzielt hatte. Die Mittelamerikaner waren mit diesem Sieg vorzeitig qualifiziert während die Engländer mit dem Sieg der Costa Ricaner ausgeschieden waren. Italien durfte gegen Uruguay nicht verlieren. Bereits ein Unentschieden hätte zum Weiterkommen ausgereicht. Nach langweiligen 45 Minuten ging es in der zweiten Halbzeit hoch her als Claudio Marchisio in der 59. Minute vom Platz gestellt wurde und Luis Suárez’ Schulterbiss gegen Giorgio Chiellini nicht geahndet wurde. Diego Godín erzielte in der 81. Minute den Siegtreffer für Uruguay und Italien schied nach 2010 zum zweiten Mal nach der Gruppenphase aus. Infolge des Ausscheidens verkündete Prandelli seinen sofortigen Rücktritt.
Sein Nachfolger wurde Antonio Conte, der zuvor Trainer bei Juventus Turin gewesen war und mit diesem Klub drei Mal die italienische Meisterschaft gewonnen hatte. Sein Einstand verlief erfolgreich: man gewann in Bari gegen den WM-Dritten Niederlande mit 2:0. In der EM-Qualifikation traf man auf Norwegen, Aserbaidschan, Malta, Kroatien und Bulgarien. Zum Auftakt schlug in Oslo die Norweger durch die Tore von Simone Zaza und Leonardo Bonucci mit 2:0, im zweiten Spiel bezwang Italien die von Berti Vogts trainierten Aserbaidschaner mit 2:1. Das Jahr endete mit einem Sieg gegen Malta und einem 1:1 gegen Kroatien im Giuseppe-Meazza-Stadion in Mailand.
Die italienische Mannschaft schloss ihre Qualifikationsgruppe ungeschlagen als Erster ab und qualifizierte sich direkt für die EM-Endrunde. Dort wurde die Squadra Azzurra gemeinsam mit Belgien, Schweden und Irland der Vorrundengruppe E zugelost. Bereits im Auftaktspiel gelang Italien ein 2:0-Sieg gegen den vermeintlichen Gruppenfavoriten aus Belgien. Nach einem 1:0 im zweiten Gruppenspiel gegen Schweden stand die italienische Mannschaft bereits als Gruppensieger fest. Das dritte Gruppenspiel verlor Italien, das mit zahlreichen Ersatzspielern antrat, 0:1 gegen Irland. Im Achtelfinale traf man, wie im Endspiel vier Jahre zuvor, auf Spanien. Mit einem 2:0-Sieg zogen die Azzurri ins Viertelfinale ein, wo Italien, wie im Halbfinale von 2012, auf Deutschland traf. Nachdem die italienische Mannschaft Mitte der zweiten Halbzeit in Rückstand geraten war, gelang etwa zehn Minuten vor Spielende durch einen Handelfmeter der Ausgleich. In der verbleibenden regulären Spielzeit und in der Verlängerung fielen keine weiteren Tore, somit ging die Partie ins Elfmeterschießen. Während auf deutscher Seite drei Spieler ihren Elfmeter nicht verwandelten, vergaben auf italienischer Seite vier Schützen, womit Italien aus dem Turnier ausschied. Zum ersten Mal zog eine italienische Nationalmannschaft somit – wenngleich erst im Elfmeterschießen – bei einem großen Turnier gegen eine deutsche Nationalelf den Kürzeren.
Nach der EM trat Conte als Nationaltrainer zurück, um Trainer des FC Chelsea zu werden. Sein Nachfolger wurde Gian Piero Ventura. Dessen Debüt am 1. September 2016 im Testspiel in Bari gegen Vizeeuropameister Frankreich endete mit einer 1:3-Niederlage, bei der in der zweiten Halbzeit der erst 17-jährige Torhüter Gianluigi Donnarumma eingewechselt wurde. Fünf Tage später startete Italien in die Qualifikation zur WM 2018, in der man in einer Gruppe mit Israel, Spanien, Mazedonien, Liechtenstein und Albanien spielte. Mit einem Unentschieden im Spitzenspiel gegen Spanien und fünf Siegen in sechs Spielen bis Juni 2017 war Italien punktgleich mit Spanien Tabellenzweiter. Wegen einer Niederlage im Rückspiel gegen die Spanier wurde Italien, das die restlichen drei Spiele allesamt gewann, zum Ende der Qualifikation hinter den Iberern Zweiter und musste in die Relegationsspiele. Dort trafen sie auf Schweden. Das Hinspiel in Solna endete mit einer 0:1-Niederlage, im Rückspiel in Mailand kam Italien nicht über ein torloses Unentschieden hinaus und verpasste somit zum ersten Mal seit 1958 eine Weltmeisterschaftsendrunde und zum ersten Mal seit der Nichtteilnahme an der EM 1992 in Schweden eine Endrunde. Kurz nach dem Scheitern verkündete Gianluigi Buffon seinen Rücktritt aus der Nationalmannschaft. Auch Andrea Barzagli und Daniele De Rossi traten aus der Nationalelf zurück.

### Gegenwart (seit 2018)

Aufstellungen des Finalspiels der Europameisterschaft 2021

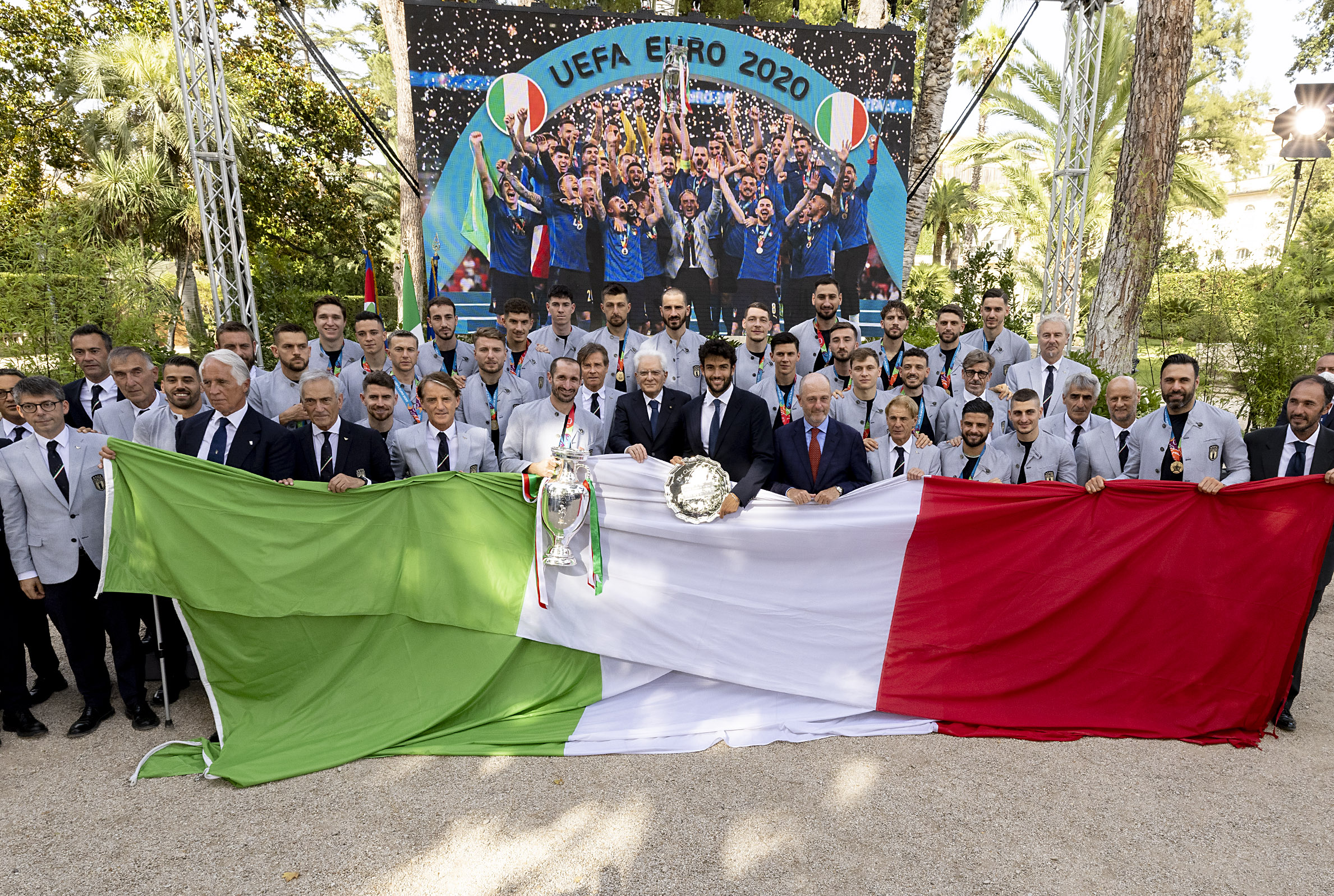
Die Nationalmannschaft mit der Siegertrophäe der Europameisterschaft 2021 beim Treffen mit dem Staatspräsidenten Sergio Mattarella in Rom (2021)

Buffon revidierte seine Entscheidung im Februar 2018 und stand für die folgenden zwei Testspiele im März 2018 gegen Argentinien und England zur Verfügung. Unter Interimstrainer Luigi Di Biagio folgte eine 0:2-Niederlage gegen Argentinien und ein 1:1 gegen England. Im Frühsommer 2018 erklärte Buffon seinen endgültigen Rücktritt. Währenddessen wurde Roberto Mancini als neuer Trainer der italienischen Nationalmannschaft vorgestellt. Im ersten Spiel unter Mancini gelang Italien am 28. Mai 2018 ein 2:1-Testspielsieg in St. Gallen gegen Saudi-Arabien, ehe drei Tage später in Nizza ein 1:3 gegen den späteren Weltmeister Frankreich folgte. Wiederum drei Tage später trennte sich die italienische Nationalmannschaft in Turin von den Niederlanden mit einem 1:1. Im September 2018 begann die UEFA Nations League, wobei Italien in der Liga A in einer Gruppe mit Polen und Portugal spielte. Mit einer Niederlage, einem Sieg sowie zwei Unentschieden beendete Italien die Gruppe in der Liga A in der UEFA Nations League auf dem zweiten Platz.
In der Qualifikation für die Europameisterschaft 2021 (zunächst geplant für 2020) traf die Squadra Azzurra auf Finnland, Liechtenstein, Griechenland, Bosnien-Herzegowina und Armenien. Das Auftaktspiel gegen Finnland gewann Italien mit 2:0, am zweiten Spieltag wurde Liechtenstein mit 6:0 besiegt. Nach dem 7. von 10 Spieltagen stand Italien, das bislang jedes Spiel gewonnen hatte, nach Belgien vorzeitig als zweiter fixer Teilnehmer an der EM fest. Die Italiener wurden in die Gruppe A der Endrunde gelost.
Das Auftaktspiel der Europameisterschaft im Römer Olympiastadion gewann Italien gegen die Türkei mit 3:0. Im zweiten Spiel besiegte Italien die Schweiz ebenfalls mit 3:0. Worauf folgend das dritte Spiel gegen Wales mit 1:0 gewonnen wurde. Das folgende Achtelfinale gewann Italien dieses mit 2:1 n. V. gegen Österreich und qualifizierte sich für das Viertelfinale, welches es in München mit 2:1 gegen Belgien gewann. Das Halbfinale gegen Spanien entschied die Auswahl Roberto Mancinis nach einem 1:1 mit 4:2 im Elfmeterschießen für sich. Im Finale am 11. Juli 2021 im Wembley-Stadion gegen die englische Auswahl stand es nach 120 Minuten 1:1, ehe sich die Italiener nach einem 3:2 im Elfmeterschießen zum zweiten Mal nach 1968 zum europäischen Champion krönten. Bereits vor der EM begann die Qualifikation für die Weltmeisterschaft 2022, in der Italien auf Nordirland, Litauen, Bulgarien sowie die Schweiz traf. Als amtierender Europameister musste die Squadra Azzurra nach jeweils vier Unentschieden sowie Siegen am 24. März 2022 in das Play-off-Turnier, in dem man im Halbfinalspiel in Palermo durch ein Tor in der Nachspielzeit von Aleksandar Trajkovski mit 0:1 gegen Nordmazedonien verlor und damit zum zweiten Mal in Folge eine Weltmeisterschaft verpasste.
Am 12. August 2023 trat Roberto Mancini vom Amt des Nationaltrainers zurück. Sein Nachfolger wurde Luciano Spalletti.
Am 8. Juni 2025 gab Luciano Spalletti seine Entlassung bekannt. Sein Nachfolger ist Gennaro Gattuso, der 2006 mit Italien Weltmeister wurde.

## Bilanzen

### Erfolge
| Wettbewerb                                   | Titel | Jahr(e)                |
| -------------------------------------------- | ----- | ---------------------- |
| Weltmeisterschaft                            | 4     | 1934, 1938, 1982, 2006 |
| Europameisterschaft                          | 2     | 1968, 2021             |
| Olympische Sommerspiele                      | 1     | 1936                   |
| Europapokal der Fußball-Nationalmannschaften | 2     | 1927–1930, 1933–1935   |

#### Weltmeistermannschaften
| Italien – Fußball-Weltmeisterschaft 1934 |
| Allemandi \| Arcari \| Bertolini \| Borel II \| Caligaris \| Castellazzi \| Cavanna \| Combi \| Demaría \| G. Ferrari \| Ferraris IV \| Guaita \| Guarisi \| Masetti \| Meazza \| Monti \| Monzeglio \| Orsi \| Pizziolo \| Rosetta \| Schiavio \| Varglien I Trainer: Vittorio Pozzo |

| Italien – Fußball-Weltmeisterschaft 1938 |
| Andreolo \| Bertoni \| Biavati \| Ceresoli \| Chizzo \| Colaussi \| Donati \| G. Ferrari \| Ferraris II \| Foni \| Genta \| Locatelli \| Masetti \| Meazza \| Monzeglio \| Olivieri \| Olmi \| Pasinati \| Perazzolo \| Piola \| Rava \| Serantoni Trainer: Vittorio Pozzo |

| Italien – Fußball-Weltmeisterschaft 1982 |
| 1 Zoff \| 2 Baresi \| 3 Bergomi \| 4 Cabrini \| 5 Collovati \| 6 Gentile \| 7 Scirea \| 8 Vierchowod \| 9 Antognoni \| 10 Dossena \| 11 Marini \| 12 Bordon \| 13 Oriali \| 14 Tardelli \| 15 Causio \| 16 Conti \| 17 Massaro \| 18 Altobelli \| 19 Graziani \| 20 Rossi \| 21 Selvaggi \| 22 Galli Trainer: Enzo Bearzot |

| Italien – Fußball-Weltmeisterschaft 2006 |
| 1 Buffon \| 2 Zaccardo \| 3 Grosso \| 4 De Rossi \| 5 Cannavaro \| 6 Barzagli \| 7 Del Piero \| 8 Gattuso \| 9 Toni \| 10 Totti \| 11 Gilardino \| 12 Peruzzi \| 13 Nesta \| 14 Amelia \| 15 Iaquinta \| 16 Camoranesi \| 17 Barone \| 18 Inzaghi \| 19 Zambrotta \| 20 Perrotta \| 21 Pirlo \| 22 Oddo \| 23 Materazzi Trainer: Marcello Lippi |

#### Europameistermannschaften
| Italien – Fußball-Europameisterschaft 1968 |
| Albertosi \| Anastasi \| Anquilletti \| Bercellino \| Burgnich \| Bulgarelli \| Càstano \| De Sisti \| Domenghini \| Facchetti \| Ferrini \| Guarneri \| Juliano \| Lodetti \| S. Mazzola \| Prati \| Riva \| Rivera \| Rosato \| Salvadore \| L. Vieri \| Zoff Trainer: Ferruccio Valcareggi |

| Italien – Fußball-Europameisterschaft 2021 |
| 1 Sirigu \| 2 Di Lorenzo \| 3 Chiellini \| 4 Spinazzola \| 5 Locatelli \| 6 Verratti \| 7 Castrovilli \| 8 Jorginho \| 9 Belotti \| 10 Insigne \| 11 Berardi \| 12 Pessina \| 13 Emerson \| 14 Chiesa \| 15 Acerbi \| 16 Cristante \| 17 Immobile \| 18 Barella \| 19 Bonucci \| 20 Bernardeschi \| 21 Donnarumma \| 22 Raspadori \| 23 Bastoni \| 24 Florenzi \| 25 Tolói \| 26 Meret Trainer: Roberto Mancini |

#### Olympische Goldmannschaft
| Italien – Olympische Sommerspiele 1936 |
| Baldo \| Bertoni \| Biagi \| Cappelli \| Froni \| Frossi \| Gabriotti \| Giani \| Girometta \| Giuntoli \| Locatelli \| Marchini \| Negro \| Nicolini \| Petri \| Piccini \| Puppo \| Rava \| Scarabello \| Tamietti \| Vannucci \| Venturini Trainer: Vittorio Pozzo |

### Teilnahme Italiens an Fußball-Weltmeisterschaften
Italien nahm bisher 18-mal an Weltmeisterschaften teil und errang viermal den Titel, zuletzt 2006 in Deutschland.
| Jahr | Austragungsort(e) | Teilnahme bis …    | Letzte(r) Gegner               | Ergebnis  | Trainer              | Bemerkungen und Besonderheiten                                            |
| ---- | ----------------- | ------------------ | ------------------------------ | --------- | -------------------- | ------------------------------------------------------------------------- |
| 1930 | Uruguay           | nicht teilgenommen |                                |           |                      |                                                                           |
| 1934 | Italien           | Finale             | Tschechoslowakei               | 01. Platz | Vittorio Pozzo       |                                                                           |
| 1938 | Frankreich        | Finale             | Ungarn                         | 01. Platz | Vittorio Pozzo       |                                                                           |
| 1950 | Brasilien         | Vorrunde           | Paraguay, Schweden             | 07. Platz | Ferruccio Novo       | Erstes Ausscheiden eines amtierenden Weltmeisters in der Vorrunde         |
| 1954 | Schweiz           | Vorrunde           | Belgien, England, Schweiz      | 10. Platz | Lajos Czeizler       | Niederlage im Entscheidungsspiel gegen die Schweiz                        |
| 1958 | Schweden          | nicht qualifiziert |                                |           |                      |                                                                           |
| 1962 | Chile             | Vorrunde           | Chile, Deutschland, Schweiz    | 09. Platz | Paolo Mazza          | „Schlacht von Santiago“                                                   |
| 1966 | England           | Vorrunde           | Chile, Nordkorea, UdSSR        | 09. Platz | Edmondo Fabbri       |                                                                           |
| 1970 | Mexiko            | Finale             | Brasilien                      | 02. Platz | Ferruccio Valcareggi | „Jahrhundertspiel“                                                        |
| 1974 | Deutschland       | Vorrunde           | Argentinien, Haiti, Polen      | 10. Platz | Ferruccio Valcareggi |                                                                           |
| 1978 | Argentinien       | Spiel um Platz 3   | Brasilien                      | 04. Platz | Enzo Bearzot         |                                                                           |
| 1982 | Spanien           | Finale             | Deutschland                    | 01. Platz | Enzo Bearzot         | Paolo Rossi Torschützenkönig                                              |
| 1986 | Mexiko            | Achtelfinale       | Frankreich                     | 12. Platz | Enzo Bearzot         |                                                                           |
| 1990 | Italien           | Spiel um Platz 3   | England                        | 03. Platz | Azeglio Vicini       | Salvatore Schillaci Torschützenkönig                                      |
| 1994 | USA               | Finale             | Brasilien                      | 02. Platz | Arrigo Sacchi        | Niederlage im ersten Elfmeterschießen eines WM-Finales                    |
| 1998 | Frankreich        | Viertelfinale      | Frankreich                     | 05. Platz | Cesare Maldini       |                                                                           |
| 2002 | Japan / Südkorea  | Achtelfinale       | Südkorea                       | 15. Platz | Giovanni Trapattoni  | Niederlage durch Golden Goal                                              |
| 2006 | Deutschland       | Finale             | Frankreich                     | 01. Platz | Marcello Lippi       | Erster Sieg in einem WM-Elfmeterschießen Kopfstoß Zidanes gegen Materazzi |
| 2010 | Südafrika         | Vorrunde           | Neuseeland, Paraguay, Slowakei | 26. Platz | Marcello Lippi       |                                                                           |
| 2014 | Brasilien         | Vorrunde           | Costa Rica, England, Uruguay   | 22. Platz | Cesare Prandelli     |                                                                           |
| 2018 | Russland          | nicht qualifiziert |                                |           |                      | Niederlage in den Play-offs gegen Schweden                                |
| 2022 | Katar             | nicht qualifiziert |                                |           |                      | Niederlage in den Play-offs gegen Nordmazedonien                          |

### Teilnahme Italiens an Fußball-Europameisterschaften
Italien nahm zehnmal an der Endrunde zur Europameisterschaft teil. Die bislang besten Ergebnisse waren die Titelgewinne in den Jahren 1968 und 2021 und der zweite Platz im Jahr 2000 und 2012.
| Jahr | Austragungsort(e)     | Teilnahme bis …    | Letzte(r) Gegner                  | Ergebnis | Trainer              | Bemerkungen und Besonderheiten |
| ---- | --------------------- | ------------------ | --------------------------------- | -------- | -------------------- | --- |
| 1960 | Frankreich            | nicht teilgenommen |                                   |          |                      | |
| 1964 | Spanien               | nicht qualifiziert |                                   |          |                      | |
| 1968 | Italien               | Finale             | Jugoslawien                       | 1. Platz | Ferruccio Valcareggi | Finaleinzug durch letzten Münzwurf in internationalen Wettbewerben Finalsieg im Wiederholungsspiel                                                                  |
| 1972 | Belgien               | nicht qualifiziert |                                   |          |                      | |
| 1976 | Jugoslawien           | nicht qualifiziert |                                   |          |                      | |
| 1980 | Italien               | Spiel um Platz 3   | Tschechoslowakei                  | 4. Platz | Enzo Bearzot         | Niederlage im letzten EM-Spiel um Platz 3 |
| 1984 | Frankreich            | nicht qualifiziert |                                   |          |                      | Als Weltmeister in der Qualifikation gescheitert |
| 1988 | Deutschland           | Halbfinale         | UdSSR                             | –        | Azeglio Vicini       | |
| 1992 | Schweden              | nicht qualifiziert |                                   |          |                      | |
| 1996 | England               | Vorrunde           | Deutschland, Russland, Tschechien | –        | Arrigo Sacchi        | |
| 2000 | Belgien / Niederlande | Finale             | Frankreich                        | 2. Platz | Dino Zoff            | Niederlage durch letztes Golden Goal der EM-Historie |
| 2004 | Portugal              | Vorrunde           | Bulgarien, Dänemark, Schweden     | –        | Giovanni Trapattoni  | |
| 2008 | Österreich / Schweiz  | Viertelfinale      | Spanien                           | –        | Roberto Donadoni     | |
| 2012 | Polen / Ukraine       | Finale             | Spanien                           | 2. Platz | Cesare Prandelli     | Italien erzielte als einzige Mannschaft im Turnierverlauf einen Treffer gegen den späteren Europameister Spanien. Höchste Final-Niederlage der EM-Historie          |
| 2016 | Frankreich            | Viertelfinale      | Deutschland                       | –        | Antonio Conte        | |
| 2021 | Europa                | Finale             | England                           | 1. Platz | Roberto Mancini      | Verschiebung der EM 2020 aufgrund der COVID-19-Pandemie. Italien gewann als erste Mannschaft bei einer Europameisterschaft alle drei Vorrundenspiele ohne Gegentor. |
| 2024 | Deutschland           | Achtelfinale       | Schweiz                           | –        | Luciano Spalletti    | |

### Teilnahme Italiens am Artemio-Franchi-Pokal
2022 nahm Italien am CONMEBOL-UEFA-Pokal der Champions (Finalissima) teil. Das Spiel gegen Argentinien ging im Londoner Wembley-Stadion mit 0:3 verloren.
| Datum        | Austragungsort           | Spielpaarung (Sieger fettgedruckt) | Spielpaarung (Sieger fettgedruckt) | Spielpaarung (Sieger fettgedruckt) |
| Datum        | Austragungsort           | Europameister                      | Ergebnis                           | Südamerikameister                  |
| ------------ | ------------------------ | ---------------------------------- | ---------------------------------- | ---------------------------------- |
| 1. Juni 2022 | London (Wembley-Stadion) | Italien Europameister 2021         | 0:3 (0:2)                          | Argentinien Südamerikameister 2021 |

### Teilnahme Italiens am FIFA-Konföderationen-Pokal
Italien nahm zweimal am von 1997 bis 2017 ausgetragenen FIFA-Konföderationen-Pokal teil: 2009 als Weltmeister und 2013 als Vizeeuropameister, da Europameister Spanien bereits als Weltmeister qualifiziert war.
| Jahr | Austragungsort(e) | Teilnahme bis …    | Letzte(r) Gegner        | Ergebnis | Trainer          | Bemerkungen und Besonderheiten |
| ---- | ----------------- | ------------------ | ----------------------- | -------- | ---------------- | ------------------------------ |
| 1997 | Saudi-Arabien     | nicht qualifiziert |                         |          |                  |                                |
| 1999 | Mexiko            | nicht qualifiziert |                         |          |                  |                                |
| 2001 | Südkorea / Japan  | nicht qualifiziert |                         |          |                  |                                |
| 2003 | Frankreich        | nicht qualifiziert |                         |          |                  |                                |
| 2005 | Deutschland       | nicht qualifiziert |                         |          |                  |                                |
| 2009 | Südafrika         | Vorrunde           | Ägypten, Brasilien, USA | –        | Marcello Lippi   |                                |
| 2013 | Brasilien         | Spiel um Platz 3   | Uruguay                 | 3. Platz | Cesare Prandelli |                                |
| 2017 | Russland          | nicht qualifiziert |                         |          |                  |                                |

### Teilnahme Italiens an der UEFA Nations League
Italien nahm bisher dreimal an der Nations League teil und qualifizierte sich bei zwei Teilnahmen für die Endrunde (Final Four).
| Jahre   | Liga   | Teilnahme bis …  | Letzte(r) Gegner | Ergebnis | Trainer           | Bemerkungen und Besonderheiten |
| ------- | ------ | ---------------- | ---------------- | -------- | ----------------- | ------------------------------ |
| 2018/19 | Liga A | Gruppenphase     | Polen, Portugal  | 8. Platz | Roberto Mancini   |                                |
| 2020/21 | Liga A | Spiel um Platz 3 | Belgien          | 3. Platz | Roberto Mancini   | Endrundenaustragung in Italien |
| 2022/23 | Liga A | Spiel um Platz 3 | Niederlande      | 3. Platz | Roberto Mancini   |                                |
| 2024/25 | Liga A | Viertelfinale    | Deutschland      | –        | Luciano Spalletti |                                |

### Teilnahme Italiens an den Olympischen Spielen
Italien hat sechsmal an den für A-Nationalmannschaften zugänglichen Olympischen Spielen teilgenommen und einmal, im Jahr 1936, die Goldmedaille errungen.
| Jahr | Austragungsort(e) | Teilnahme bis …    | Letzte(r) Gegner | Ergebnis | Trainer               | Bemerkungen und Besonderheiten   |
| ---- | ----------------- | ------------------ | ---------------- | -------- | --------------------- | -------------------------------- |
| 1908 | London            | nicht teilgenommen |                  |          |                       |                                  |
| 1912 | Stockholm         | Achtelfinale       | Finnland         | –        | Vittorio Pozzo        |                                  |
| 1920 | Antwerpen         | Viertelfinale      | Frankreich       | –        | Technische Kommission |                                  |
| 1924 | Paris             | Viertelfinale      | Schweiz          | –        | Vittorio Pozzo        |                                  |
| 1928 | Amsterdam         | Spiel um Platz 3   | Ägypten          | 3. Platz | Augusto Rangone       |                                  |
| 1936 | Berlin            | Finale             | Österreich       | 1. Platz | Vittorio Pozzo        | Annibale Frossi Torschützenkönig |
| 1948 | London            | Viertelfinale      | Dänemark         | –        | Vittorio Pozzo        |                                  |

### Länderspielbilanzen
Italien hat folgende Bilanzen gegen andere Nationalmannschaften (mind. 10 Spiele; Stand: 9. Juni 2025). Nicht mehr existierende Nationalmannschaften sind kursiv dargestellt.
| Land | Sp. | S  | U  | N  | Tor- verhältnis | Tor- differenz | Wichtige Begegnungen |
| --- | --- | -- | -- | -- | --------------- | -------------- | --- |
| Argentinien | 16  | 06 | 05 | 05 | 022:18          | +04            | WM-Vorrunde 1974, 1978, 1986, Zwischenrunde 1982, Halbfinale 1990, Finalissima 2022 |
| Belgien | 26  | 17 | 05 | 04 | 050:28          | +22            | WM-Vorrunde 1954; EM-Viertelfinale 1972, 2021, Vorrunde 1980, 2000, 2016; NL Final Four 2023, Gruppenphase 2024 |
| Brasilien | 16  | 05 | 03 | 08 | 023:30          | −07            | WM-Halbfinale 1938, Finale 1970, 1994, Spiel um Platz 3 1978, Zwischenrunde 1982; Konföderationen-Pokal-Vorrunde 2009 |
| Bulgarien | 21  | 11 | 08 | 02 | 036:17          | +19            | WM-Eröffnungsspiel 1986, Halbfinale 1994; EM-Viertelfinale 1968, Vorrunde 2004; WM-Qualifikation 2010, 2014, 2022; EM-Qualifikation 2016 |
| Dänemark | 13  | 08 | 02 | 03 | 024:16          | +08            | Viertelfinale der Olympischen Spiele 1948; WM-Qualifikation 1982, 2014; EM-Vorrunde 1988, 2004 |
| Deutschland | 39  | 15 | 14 | 09 | 057:52          | +05            | WM-Vorrunde 1962, Halbfinale 1970, 2006, Zwischenrunde 1978, Finale 1982; EM-Eröffnungsspiel 1988, Vorrunde 1996, Viertelfinale 2016, Halbfinale 2012; NL-Gruppenphase 2022, Viertelfinale 2025 |
| England | 32  | 11 | 11 | 10 | 035:39          | −04            | WM-Spiel um Platz 3 1990, Vorrunde 2014; EM-Finale 2021, Qualifikation 2024, Viertelfinale 2012, Vorrunde 1980; NL-Gruppenphase 2022 |
| Finnland | 15  | 12 | 01 | 01 | 036:08          | +28            | Achtelfinale der Olympischen Spiele 1912; WM-Qualifikation 1966, 1978; EM-Qualifikation 1976, 2004, 2020 |
| Frankreich | 41  | 19 | 10 | 12 | 086:60          | +26            | Viertelfinale der Olympischen Spiele 1920, Achtelfinale der Olympischen Spiele 1928; WM-Viertelfinale 1938, 1998, Vorrunde 1978, Achtelfinale 1986, Finale 2006; EM-Finale 2000, Vorrunde 2008; NL-Gruppenphase 2024 |
| Griechenland | 11  | 07 | 03 | 01 | 022:06          | +16            | WM-Qualifikation 1934, 1982; EM-Qualifikation 2020 |
| Irland | 14  | 08 | 03 | 03 | 020:10          | +10            | WM-Viertelfinale 1990, Vorrunde 1994; EM-Vorrunde 2012, 2016, Qualifikation 1972 |
| Jugoslawien | 17  | 08 | 05 | 04 | 024:21          | +03            | WM-Qualifikation 1982; EM-Finale 1968 (2 ×) |
| Kroatien | 10  | 01 | 07 | 03 | 011:11          | ±0             | WM-Vorrunde 2002; EM-Vorrunde 2012, 2024, Qualifikation 2016 |
| Malta | 10  | 10 | 0  | 0  | 027:02          | +25            | WM-Qualifikation 1994, 2014; EM-Qualifikation 1988, 2016, 2024 |
| Mexiko | 12  | 07 | 04 | 01 | 028:10          | +18            | WM-Viertelfinale 1970, Vorrunde 1994, 2002, Konföderationen-Pokal-Vorrunde 2013 |
| Niederlande | 24  | 11 | 10 | 03 | 033:24          | +09            | WM-Zwischenrunde 1978; EM-Halbfinale 2000, Vorrunde 2008; UEFA Nations League 2020/21, 2022/23 Final Four |
| Nordirland | 11  | 07 | 03 | 01 | 019:06          | +13            | WM-Qualifikation 1958, 2022; EM-Qualifikation 2012 |
| Norwegen | 18  | 10 | 04 | 04 | 022:16          | +06            | Trostrunde der Olympischen Spiele 1920, Halbfinale der Olympischen Spiele 1936; WM-Achtelfinale 1938, 1998, Vorrunde 1994, Qualifikation 2026; EM-Qualifikation 1992, 2016 |
| Österreich | 39  | 18 | 08 | 13 | 051:59          | –08            | Trostrunde der Olympischen Spiele 1912, Finale der Olympischen Spiele 1936 (siehe Fußnote); WM-Halbfinale 1934, Zwischenrunde 1978, Vorrunde 1990, 1998; EM-Achtelfinale 2021, Qualifikation 1972 |
| Polen | 18  | 07 | 08 | 03 | 023:10          | +13            | WM-Vorrunde 1974, 1982, Halbfinale 1982; EM-Qualifikation 1976; Nations-League-Gruppenphase 2018, 2020 |
| Portugal | 27  | 18 | 03 | 06 | 051:23          | +28            | WM-Qualifikation 1958, 1994; EM-Qualifikation 1988; Nations-League-Gruppenphase 2018 |
| Rumänien | 17  | 10 | 05 | 02 | 028:14          | +14            | WM-Qualifikation 2002; EM-Viertelfinale 2000, Vorrunde 2008 |
| Schottland | 11  | 08 | 02 | 01 | 019:04          | +15            | WM-Qualifikation 1966, 1994, 2006; EM-Qualifikation 2008 |
| Schweden | 25  | 11 | 07 | 07 | 028:25          | +03            | Trostrunde der Olympischen Spiele 1912; WM-Vorrunde 1950, 1970, Play-offs zur WM 2018; EM-Vorrunde 2000, 2004, 2016 |
| Schweiz | 62  | 29 | 24 | 09 | 111:70          | +41            | Viertelfinale der Olympischen Spiele 1924; WM-Vorrunde 1954 (2 ×), 1962, Qualifikation 2022; EM-Vorrunde 2021, Achtelfinale 2024, Qualifikation 1968, 1988, 2000 |
| Sowjetunion | 11  | 02 | 05 | 04 | 07:09           | −02            | WM-Vorrunde 1966; EM-Achtelfinale 1964, Halbfinale 1968, 1988 |
| Spanien | 41  | 11 | 16 | 14 | 046:46          | ±0             | Turnier um Platz 2 und 3 der Olympischen Spiele 1920, Vorrunde der Olympischen Spiele 1924, Viertelfinale der Olympischen Spiele 1928 (2 ×); WM-Viertelfinale 1934 (2 ×), 1994, WM-Qualifikation 2018; EM-Vorrunde 1980, 1988, 2012, 2024, Achtelfinale 2016, Viertelfinale 2008, Halbfinale 2021, Finale 2012; Konföderationen-Pokal-Halbfinale 2013; UEFA Nations League 2020/21-Halbfinale, 2022/23 Final Four |
| Tschechoslowakei                                                                                                   | 26  | 09 | 09 | 08 | 039:38          | +01            | WM-Finale 1934, Vorrunde 1990; EM-Spiel um Platz 3 1980 |
| Türkei | 13  | 09 | 04 | 0  | 024:07          | +17            | WM-Qualifikation 1974; EM-Vorrunde 2000, 2021 |
| Ukraine | 10  | 07 | 03 | 0  | 017:04          | +13            | WM-Viertelfinale 2006; EM-Qualifikation 1996, 2008, 2024 |
| Ungarn | 36  | 18 | 09 | 09 | 067:57          | +10            | Achtelfinale der Olympischen Spiele 1952; WM-Finale 1938, Vorrunde 1978; EM-Qualifikation 1992; NL-Gruppenphase 2022 |
| Uruguay | 11  | 03 | 04 | 04 | 012:11          | +01            | Halbfinale der Olympischen Spiele 1928; WM-Vorrunde 1970, 2014, Achtelfinale 1990; Konföderationen-Pokal-Spiel um Platz 3 2013 |
| Vereinigte Staaten                                                                                                 | 13  | 09 | 03 | 01 | 037:05          | +32            | Achtelfinale der Olympischen Spiele 1936, 1948, Vorrunde der Olympischen Spiele 1952 (siehe Fußnote); WM-Achtelfinale 1934, Vorrunde 1990, 2006; Konföderationen-Pokal-Vorrunde 2009 |
| Wales | 10  | 08 | 0  | 02 | 024:05          | +19            | WM-Qualifikation 1970; EM-Vorrunde 2021, Qualifikation 2000, 2004 |
| positive Bilanz (mehr Siege als Niederlagen) • ausgeglichene Bilanz • negative Bilanz (mehr Niederlagen als Siege) |     |    |    |    |                 |                | |

Anmerkungen zur Tabelle:
1. ↑  Endet ein Spiel nach regulärer Spielzeit oder nach Verlängerung, wird es entsprechend dem Resultat gewertet; im Elfmeterschießen entschiedene Partien zählen im Folgenden als Unentschieden.
2. ↑  Qualifikationsspiele sind in dieser Tabelle nur aufgeführt, wenn es in dem entsprechenden Wettbewerb noch keine Begegnung bei einer Endrunde gab.
Eine detaillierte Liste mit allen Pflichtspielen findet sich hier.
3. ↑  Der ÖFB wertet im Gegensatz zur FIFA und der FIGC das Finale der Olympischen Spiele 1936 nicht als offizielles Länderspiel und führt ein abgebrochenes Länderspiel vom 21. März 1937 als Sieg auf (siehe österreichische Liste). Österreich hat daher aus seiner Sicht schon vierzehnmal gegen Italien gewonnen, nur siebzehnmal verloren und mit 60:49 ein um drei Treffer besseres Torverhältnis.
4. ↑  FIGC, FIFA und RSSSF machen zu den Länderspielen Italiens gegen die Vereinigten Staaten widersprüchliche Angaben: Die Begegnung in der Vorrunde der Olympischen Spiele 1952, die Italien mit 8:0 gewann, wird von der FIGC als offizielles Länderspiel gezählt und steht in den RSSSF-Listen beider Länder, wird von der FIFA jedoch nicht als A-Länderspiel gewertet. Der 1:0-Sieg Italiens bei den Olympischen Spielen 1984 ist nur in der RSSSF-Liste der USA enthalten und wird weder von der FIGC noch von der FIFA gezählt. Dasselbe gilt für einen 10:0-Sieg Italiens in einem inoffiziellen Spiel aus dem Jahr 1975. Ein besonderer Fall liegt beim 4:0-Sieg Italiens vom 23. Mai 1976 vor: Dieses Spiel wurde im Rahmen eines Mini-Turniers ausgetragen, an dem auch England und Brasilien teilnahmen. Da die eigentliche Nationalmannschaft der USA gegen diese Gegner als nicht konkurrenzfähig galt, trat stattdessen eine Auswahl der US-amerikanischen Liga an, die auch aus zahlreichen Nichtamerikanern zusammengesetzt war (Kapitän dieser Mannschaft war Pelé). Während der italienische Fußballverband das Spiel trotzdem als Länderspiel gegen die USA wertet, führt die FIFA das Spiel gar nicht auf. Es ist zudem nur in der RSSSF-Liste Italiens enthalten.

### Elfmeterschießen
Italien musste bereits mehrfach bei Welt- und Europameisterschaften sowie drei weitere Male im Elfmeterschießen antreten. Mit sieben gewonnenen und sieben verlorenen Elfmeterschießen ist die Bilanz ausgeglichen. Von vier Elfmeterschießen bei Weltmeisterschaften gewann Italien eines. Bei Europameisterschaften bestritt Italien mit sieben Elfmeterschießen die meisten und gewann davon vier. Häufigster Gegner war Spanien, gegen das eines von drei Elfmeterschießen gewonnen wurde. Gegen Frankreich und England wurden je zwei Elfmeterschießen bestritten. Am häufigsten trat Leonardo Bonucci vom Punkt an, verwandelte zwei von vier Versuchen und verschoss damit häufiger als jeder andere italienische Spieler. Andrea Pirlo und Emanuele Giaccherini verwandelten jeden ihrer jeweils drei Versuche und sind damit die erfolgreichsten italienischen Schützen bei Elfmeterschießen. Gianluigi Buffon hielt als erster Torhüter bei drei EM-Endrunden Elfmeter und ist mit sechs gehaltenen Strafstößen Rekordhalter Italiens. Italienische Siege im Elfmeterschießen sind blau hinterlegt.
Stand: 28. August 2021
| Datum         | Gegner           | Anlass                           | Ergebnis | Erfolgreiche italienische Schützen                                  | Italienische Fehlschützen   | Erfolgreiche italienische Torhüter | Besonderheiten |
| ------------- | ---------------- | -------------------------------- | -------- | ------------------------------------------------------------------- | --------------------------- | ---------------------------------- | --- |
| 21. Juni 1980 | Tschechoslowakei | EM 1980 Spiel um Platz 3         | 8:9      | Causio Altobelli G. Baresi Cabrini Benetti Graziani Scirea Tardelli | Collovati                   |                                    | Spiel mit den meisten verwandelten Strafstößen bei einer EM.                                                                |
| 3. Juli 1990  | Argentinien      | WM 1990 Halbfinale               | 3:4      | F. Baresi R. Baggio De Agostini                                     | Donadoni Serena             |                                    | |
| 16. Juni 1991 | Sowjetunion      | Scania-100-Turnier Finale        | 3:2      | F. Baresi De Agostini Vierchowod                                    | Berti                       | Pagliuca (1)                       | |
| 17. Juli 1994 | Brasilien        | WM 1994 Finale                   | 2:3      | Albertini Evani                                                     | F. Baresi Massaro R. Baggio | Pagliuca (1)                       | Erstes WM-Finale, das im Elfmeterschießen entschieden wurde.                                                                |
| 3. Juli 1998  | Frankreich       | WM 1998 Viertelfinale            | 3:4      | R. Baggio Costacurta Vieri                                          | Albertini Di Biagio         | Pagliuca (1)                       | |
| 29. Juni 2000 | Niederlande      | EM 2000 Halbfinale               | 3:1      | Di Biagio Pessotto Totti                                            | Maldini                     | Toldo (2)                          | Die Niederlande hatten in der regulären Spielzeit bereits zwei Strafstöße verschossen, einer davon wurde von Toldo pariert. |
| 9. Juli 2006  | Frankreich       | WM 2006 Finale                   | 5:3      | Pirlo Materazzi De Rossi Del Piero Grosso                           |                             |                                    | |
| 22. Juni 2008 | Spanien          | EM 2008 Viertelfinale            | 2:4      | Grosso Camoranesi                                                   | De Rossi Di Natale          | Buffon (1)                         | |
| 24. Juni 2012 | England          | EM 2012 Viertelfinale            | 4:2      | Balotelli Pirlo Nocerino Diamanti                                   | Montolivo                   | Buffon (1)                         | |
| 27. Juni 2013 | Spanien          | Confed Cup 2013 Halbfinale       | 6:7      | Candreva Aquilani De Rossi Giaccherini Pirlo Montolivo              | Bonucci                     |                                    | |
| 30. Juni 2013 | Uruguay          | Confed Cup 2013 Spiel um Platz 3 | 3:2      | Aquilani El Shaarawy Giaccherini                                    | De Sciglio                  | Buffon (3)                         | |
| 2. Juli 2016  | Deutschland      | EM 2016 Viertelfinale            | 5:6      | Insigne Barzagli Giaccherini Parolo De Sciglio                      | Zaza Pellè Bonucci Darmian  | Buffon (1)                         | Zaza wurde erst in der 120. Minute eingewechselt. Bonucci hatte in der regulären Spielzeit per Strafstoß getroffen.         |
| 6. Juli 2021  | Spanien          | EM 2021 Halbfinale               | 4:2      | Belotti Bonucci Bernardeschi Jorginho                               | Locatelli                   | Donnarumma (1)                     | |
| 11. Juli 2021 | England          | EM 2021 Finale                   | 3:2      | Berardi Bonucci Bernardeschi                                        | Belotti Jorginho            | Donnarumma (2)                     | Zwei englische Fehlschützen wurden erst in der 120. Minute eingewechselt.                                                   |

## Auszeichnungen
Die italienische Sportzeitung La Gazzetta dello Sport wählte die Nationalmannschaft in den Jahren 1982 und 2006 zur „Weltmannschaft des Jahres“ sowie 1978 zu Italiens Sportmannschaft des Jahres.
Die Italienische Fußballnationalmannschaft wurde 2007 bei den Laureus World Sports Awards als „Mannschaft des Jahres“ ausgezeichnet.

## Rekordhalter
Die Ranglisten zeigen jeweils die Spieler mit den meisten Einsätzen, den meisten Einsätzen als Spielführer, den meisten Einsätzen als Torhüter, den meisten Toren sowie den besten Torquoten der italienischen Nationalmannschaft. Die Zeiträume geben die Jahre zwischen dem ersten und letzten Einsatz für die Nationalmannschaft an. Fett markierte Spieler sind noch aktiv.

### Nach Einsätzen

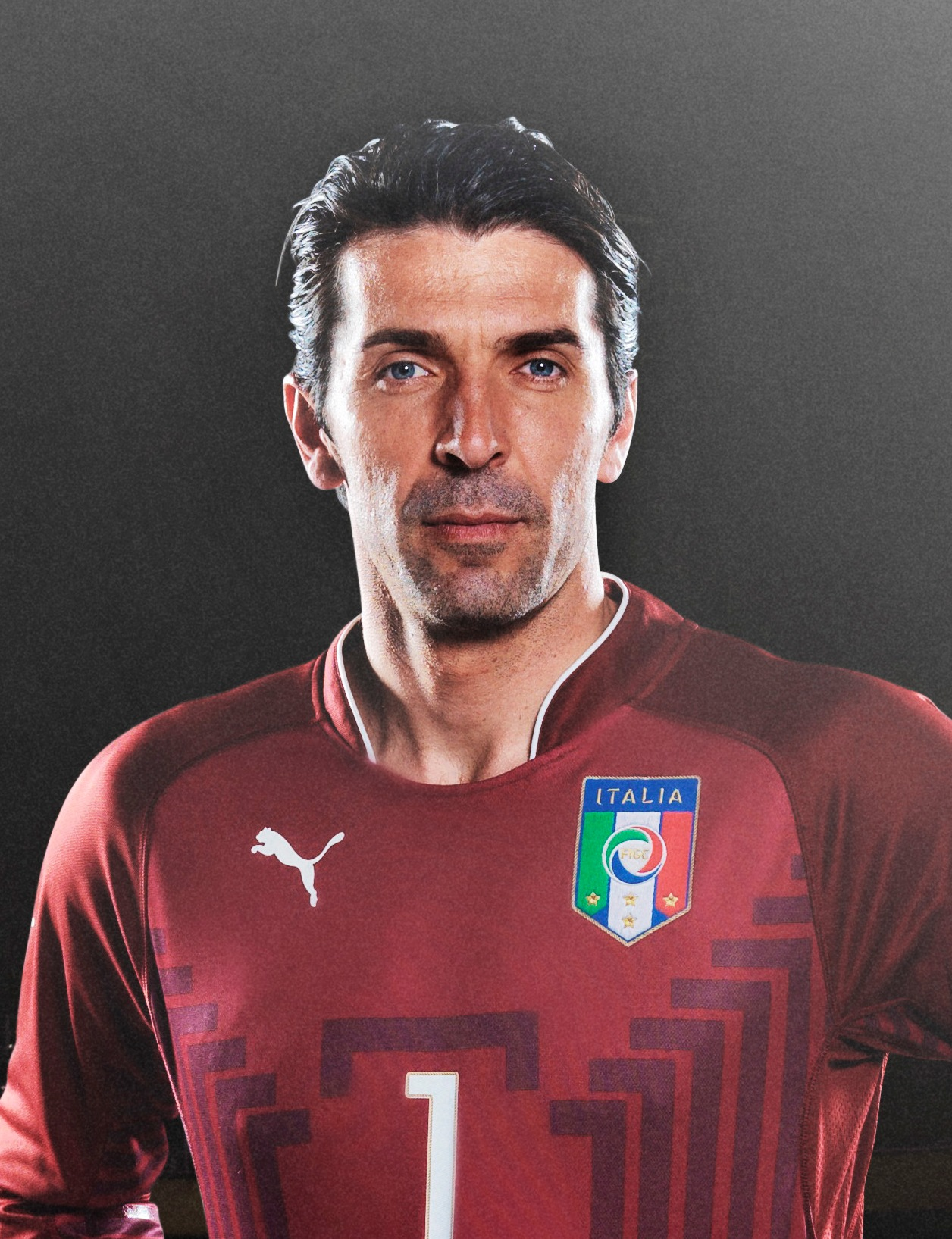
Gianluigi Buffon ist seit 2013 Rekordspieler der Nationalmannschaft.

#### Rekordspieler
Die Spieler sind nach der Anzahl ihrer Einsätze für die Nationalmannschaft sortiert. Bei gleicher Anzahl an Spielen sind die Spieler nach Nachnamen sortiert.
| #                   | Name               | von  | bis  | Spiele | Tore |
| ------------------- | ------------------ | ---- | ---- | ------ | ---- |
| 01                  | Gianluigi Buffon   | 1997 | 2018 | 176    | 0    |
| 02                  | Fabio Cannavaro    | 1997 | 2010 | 136    | 02   |
| 03                  | Paolo Maldini      | 1988 | 2002 | 126    | 07   |
| 04                  | Leonardo Bonucci   | 2010 | 2023 | 121    | 08   |
| 05                  | Giorgio Chiellini  | 2004 | 2022 | 117    | 08   |
| 05                  | Daniele De Rossi   | 2004 | 2017 | 117    | 21   |
| 07                  | Andrea Pirlo       | 2002 | 2015 | 116    | 13   |
| 08                  | Dino Zoff          | 1968 | 1983 | 112    | 0    |
| 09                  | Gianluca Zambrotta | 1999 | 2010 | 098    | 02   |
| 10                  | Giacinto Facchetti | 1963 | 1977 | 094    | 03   |
| Stand: 9. Juni 2025 |                    |      |      |        |      |

#### Rekordspielführer
Die Spieler sind nach der Anzahl ihrer Einsätze für die Nationalmannschaft, in denen sie die Mannschaft als Kapitän auf das Feld führten, sortiert. Spiele, in denen die Kapitänsbinde während der Spielzeit übernommen wurde, werden nicht berücksichtigt. Bei gleicher Anzahl an Spielen sind die Spieler nach Nachnamen sortiert.
| #                   | Name                   | von  | bis  | Spiele |
| ------------------- | ---------------------- | ---- | ---- | ------ |
| 01                  | Gianluigi Buffon       | 1997 | 2018 | 80     |
| 02                  | Fabio Cannavaro        | 1997 | 2010 | 79     |
| 03                  | Paolo Maldini          | 1988 | 2002 | 74     |
| 04                  | Giacinto Facchetti (†) | 1963 | 1977 | 70     |
| 05                  | Dino Zoff              | 1968 | 1983 | 59     |
| 06                  | Giuseppe Bergomi       | 1982 | 1998 | 33     |
| 07                  | Franco Baresi          | 1982 | 1994 | 31     |
| 08                  | Adolfo Baloncieri (†)  | 1920 | 1930 | 27     |
| 09                  | Leonardo Bonucci       | 2010 | 2023 | 26     |
| 09                  | Renzo De Vecchi (†)    | 1910 | 1925 | 26     |
| Stand: 9. Juni 2025 |                        |      |      |        |

#### Rekordtorhüter
Die Torhüter sind nach der Anzahl ihrer Einsätze für die Nationalmannschaft sortiert. Bei gleicher Anzahl an Spielen sind die Torhüter nach Nachnamen sortiert.
| #                   | Name                 | von  | bis   | Spiele | Gegentore |
| ------------------- | -------------------- | ---- | ----- | ------ | --------- |
| 01                  | Gianluigi Buffon     | 1997 | 2018  | 176    | 146       |
| 02                  | Dino Zoff            | 1968 | 1983  | 112    | 084       |
| 03                  | Gianluigi Donnarumma | 2016 | aktiv | 074    | 066       |
| 04                  | Walter Zenga         | 1986 | 1992  | 058    | 021       |
| 05                  | Gianpiero Combi (†)  | 1924 | 1934  | 047    | 065       |
| 06                  | Gianluca Pagliuca    | 1991 | 1998  | 039    | 027       |
| 07                  | Enrico Albertosi     | 1961 | 1972  | 034    | 027       |
| 08                  | Angelo Peruzzi       | 1995 | 2005  | 031    | 017       |
| 09                  | Salvatore Sirigu     | 2010 | 2021  | 028    | 018       |
| 09                  | Francesco Toldo      | 1995 | 2004  | 028    | 015       |
| Stand: 9. Juni 2025 |                      |      |       |        |           |

### Nach Toren

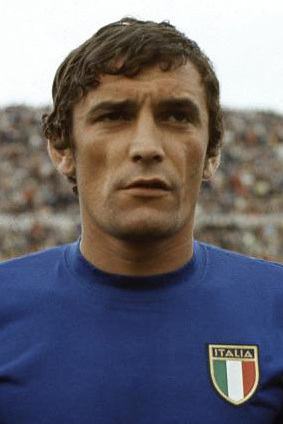
Luigi Riva ist seit 1973 Rekordtorschütze der Nationalmannschaft.

#### Rekordtorschützen
Die Spieler sind nach der Anzahl ihrer Tore für die Nationalmannschaft sortiert. Bei gleicher Anzahl an Toren sind die Spieler nach Nachnamen sortiert.
| #                   | Name                  | von  | bis  | Tore | Spiele | Tore/Spiel |
| ------------------- | --------------------- | ---- | ---- | ---- | ------ | ---------- |
| 01                  | Luigi Riva (†)        | 1965 | 1974 | 35   | 42     | 0,83       |
| 02                  | Giuseppe Meazza (†)   | 1930 | 1939 | 33   | 53     | 0,62       |
| 03                  | Silvio Piola (†)      | 1935 | 1952 | 30   | 34     | 0,88       |
| 04                  | Roberto Baggio        | 1988 | 2004 | 27   | 56     | 0,48       |
| 04                  | Alessandro Del Piero  | 1995 | 2008 | 27   | 91     | 0,30       |
| 06                  | Alessandro Altobelli  | 1980 | 1988 | 25   | 47     | 0,53       |
| 06                  | Adolfo Baloncieri (†) | 1920 | 1930 | 25   | 57     | 0,44       |
| 06                  | Filippo Inzaghi       | 1997 | 2007 | 25   | 61     | 0,41       |
| 09                  | Francesco Graziani    | 1975 | 1983 | 23   | 64     | 0,36       |
| 09                  | Christian Vieri       | 1997 | 2005 | 23   | 49     | 0,47       |
| Stand: 9. Juni 2025 |                       |      |      |      |        |            |

#### Rekordtorquoten
Die Spieler sind nach ihrer Torquote für die Nationalmannschaft sortiert. Bei gleicher Torquote sind die Spieler nach der Anzahl der Einsätze, bei gleich vielen Einsätzen nach Nachnamen sortiert. Berücksichtigt werden nur Spieler mit mindestens fünf Spielen.
| #                   | Name                    | von  | bis  | Tore | Spiele | Tore/Spiel |
| ------------------- | ----------------------- | ---- | ---- | ---- | ------ | ---------- |
| 01                  | Annibale Frossi (†)     | 1936 | 1937 | 08   | 05     | 1,60       |
| 02                  | Omar Sívori (†)         | 1961 | 1962 | 08   | 09     | 0,89       |
| 03                  | Silvio Piola (†)        | 1935 | 1952 | 30   | 34     | 0,88       |
| 03                  | Julio Libonatti (†)     | 1926 | 1931 | 15   | 17     | 0,88       |
| 05                  | Luigi Riva (†)          | 1965 | 1974 | 35   | 42     | 0,83       |
| 05                  | José Altafini (†)       | 1961 | 1962 | 05   | 06     | 0,83       |
| 05                  | Guglielmo Gabetto (†)   | 1942 | 1948 | 05   | 06     | 0,83       |
| 08                  | Alberto Orlando (†)     | 1962 | 1965 | 04   | 05     | 0,80       |
| 09                  | Giovanni Moscardini (†) | 1921 | 1925 | 07   | 09     | 0,78       |
| 10                  | Angelo Schiavio (†)     | 1925 | 1934 | 15   | 21     | 0,71       |
| 10                  | Romeo Menti (†)         | 1947 | 1949 | 05   | 07     | 0,71       |
| Stand: 9. Juni 2025 |                         |      |      |      |        |            |

Neben dem oben gelisteten Annibale Frossi weisen nur acht weitere Spieler eine Torquote über 1,00 auf. Von diesen acht Spielern übertreffen nur drei die Torquote Frossis und nur Francesco Pernigo weist eine Torquote über 2,00 auf.
| Name                  | von  | bis  | Tore | Spiele | Tore/Spiel |
| --------------------- | ---- | ---- | ---- | ------ | ---------- |
| Ermanno Aebi (†)      | 1920 | 1920 | 03   | 02     | 1,50       |
| Elvio Banchero (†)    | 1928 | 1931 | 04   | 03     | 1,33       |
| Emidio Cavigioli (†)  | 1948 | 1948 | 03   | 02     | 1,50       |
| Francesco Fedullo (†) | 1932 | 1933 | 03   | 02     | 1,50       |
| Pietro Lana (†)       | 1910 | 1910 | 03   | 02     | 1,50       |
| Angelo Longoni (†)    | 1956 | 1956 | 02   | 01     | 2,00       |
| Marcello Mihalich (†) | 1929 | 1929 | 02   | 01     | 2,00       |
| Francesco Pernigo (†) | 1948 | 1948 | 05   | 02     | 2,50       |
| Stand: 9. Juni 2025   |      |      |      |        |            |

## Organisatorisches

### Trainer- und Funktionsteam

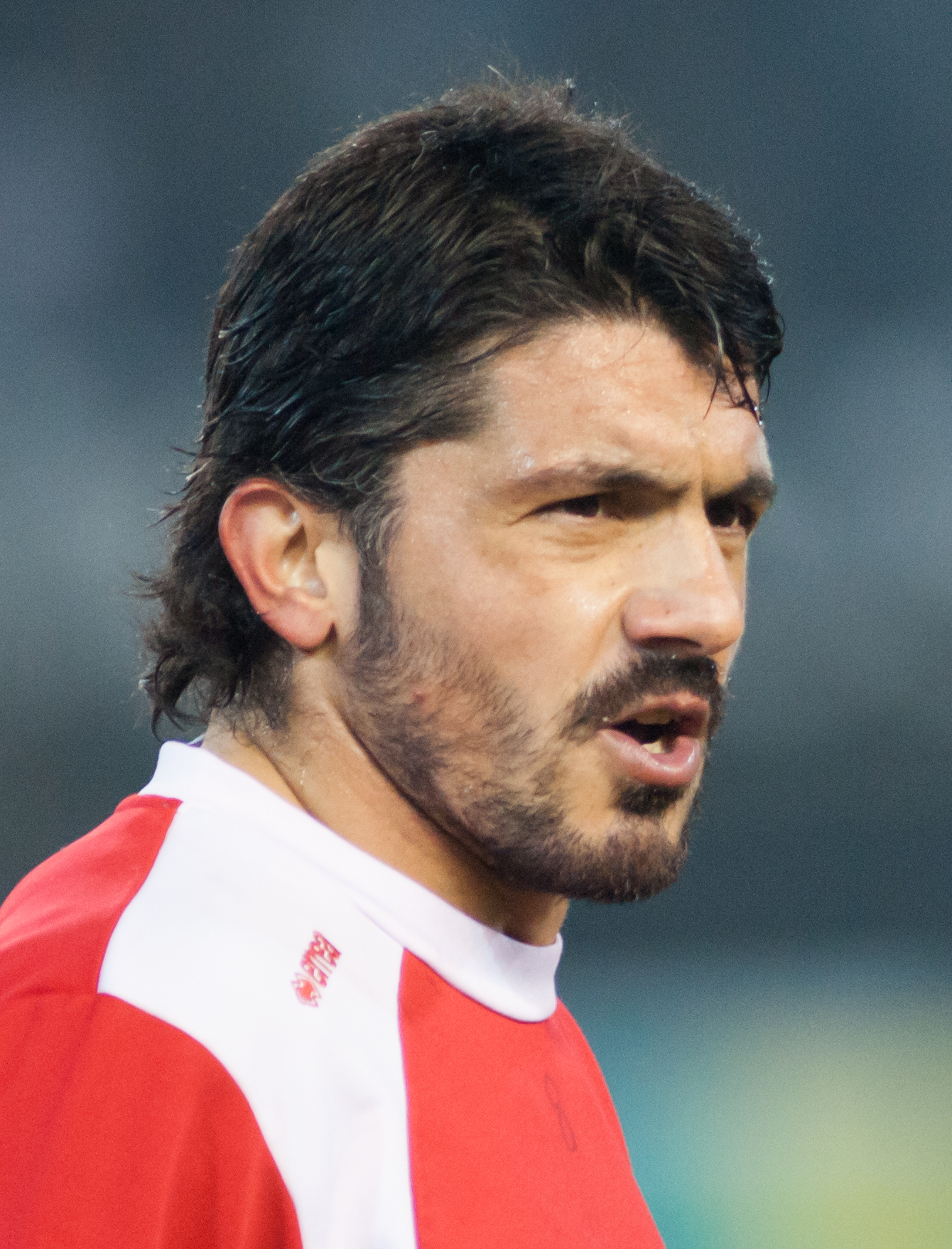
Gennaro Gattuso, Cheftrainer seit 2025

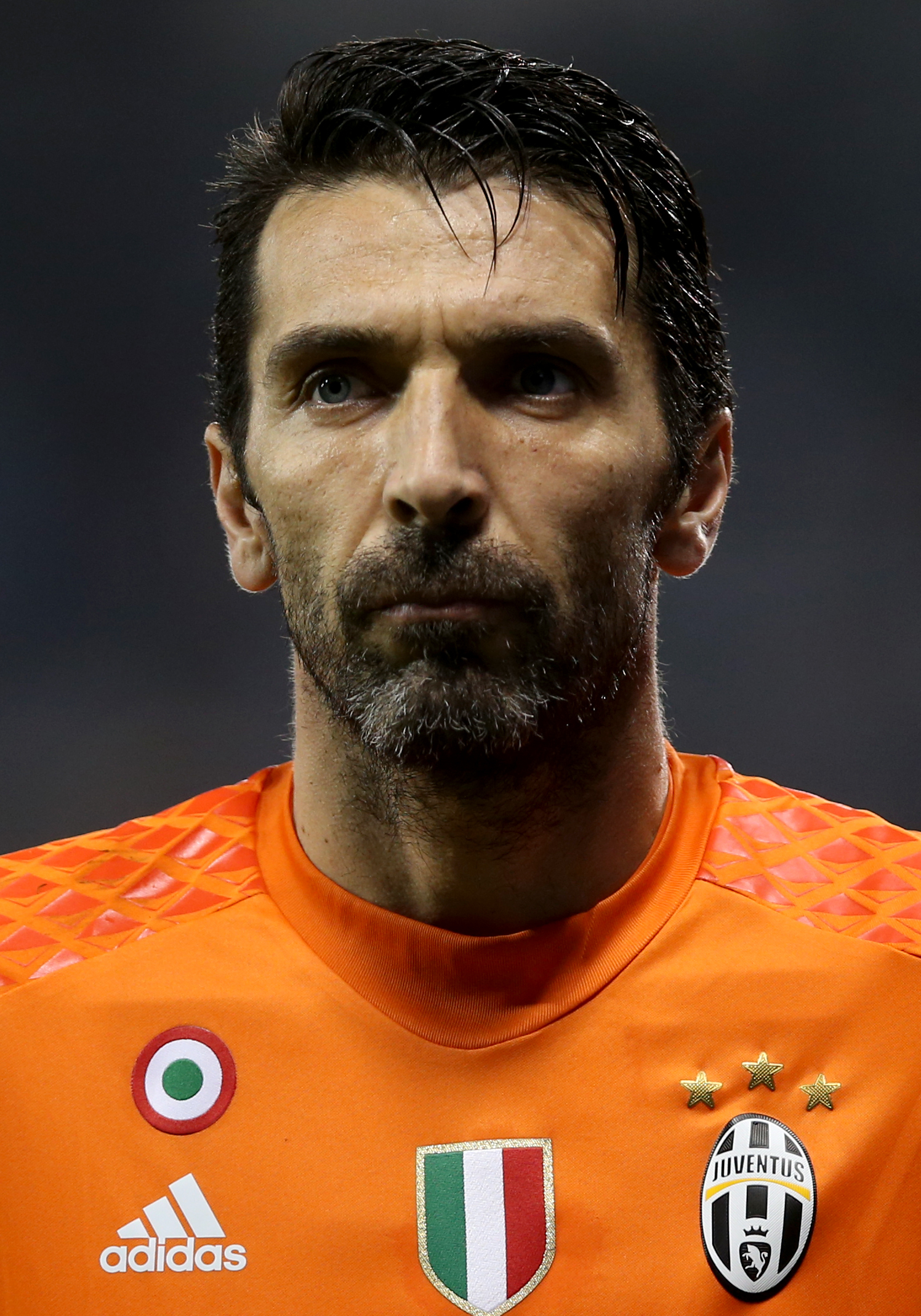
Gianluigi Buffon, Delegationsleiter seit 2023

| Nat.                                | Name                    | Funktion                   |
| Trainerstab                         | Trainerstab             | Trainerstab                |
| ----------------------------------- | ----------------------- | -------------------------- |
| Italien                             | Gennaro Gattuso         | Cheftrainer                |
| Italien                             | Luigi Riccio            | Co-Trainer                 |
| Italien                             | Leonardo Bonucci        | Co-Trainer                 |
| Italien                             | Cristiano Lupatelli     | Torwarttrainer             |
| Italien                             | Roberto Perrone         | Torwarttrainer             |
| Italien                             | Bruno Giovanni Dominici | Athletiktrainer            |
| Italien                             | Dino Tenderini          | Athletiktrainer            |
| Scouting und Spielvorbereitung      |                         |                            |
| Italien                             | Marco Sangermani        | Spielanalyst               |
| Medizinisches Personal              |                         |                            |
| Italien                             | Carmine Costabile       | Mannschaftsarzt            |
| Italien                             | Angelo De Carli         | Mannschaftsarzt            |
| Italien                             | Mauro Doimi             | Physiotherapeut            |
| Italien                             | Emanuele Randelli       | Physiotherapeut            |
| Italien                             | Fabio Sannino           | Physiotherapeut            |
| Italien                             | Fabrizio Scalzi         | Physiotherapeut            |
| Italien                             | Walter Martinelli       | Osteopath                  |
| Italien                             | Matteo Pincella         | Ernährungsberater          |
| Sportliche Leitung und Organisation |                         |                            |
| Italien                             | Gianluigi Buffon        | Delegationsleiter          |
| Italien                             | Mauro Vladovich         | Fanclubbeauftragter        |
| Italien                             | Emiliano Cozzi          | Sekretär                   |
| Italien                             | Paolo Corbi             | Kommunikationsbeauftragter |
| Italien                             | Diego Antenozio         | Medienbeauftragter         |
| Italien                             | Simone Orati            | Medienbeauftragter         |
| Italien                             | Paolo Serena            | Medienbeauftragter         |
| Stand: 5. Juli 2025                 |                         |                            |

### Spielorte

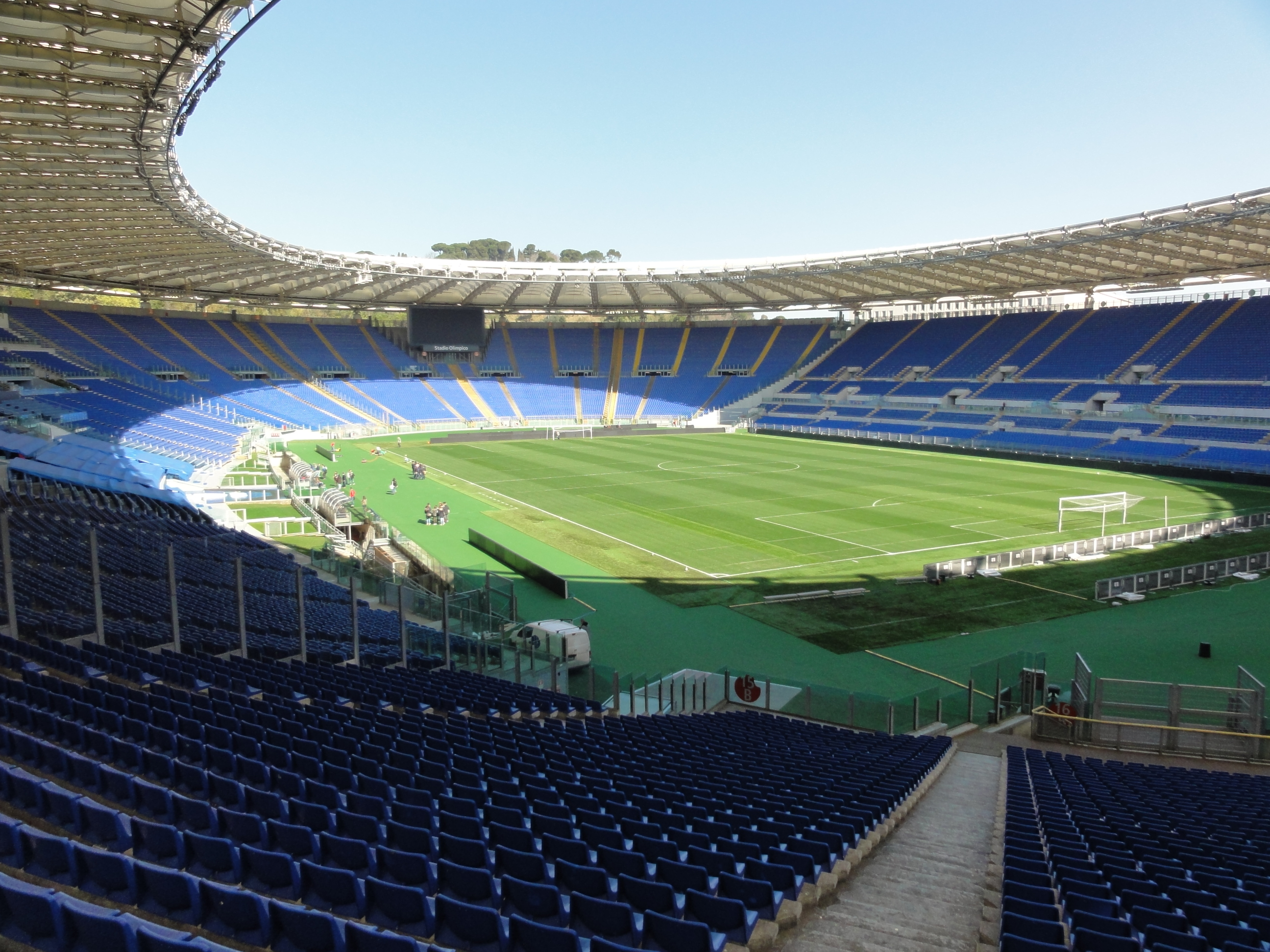
Stadio Olimpico di Roma (2014)

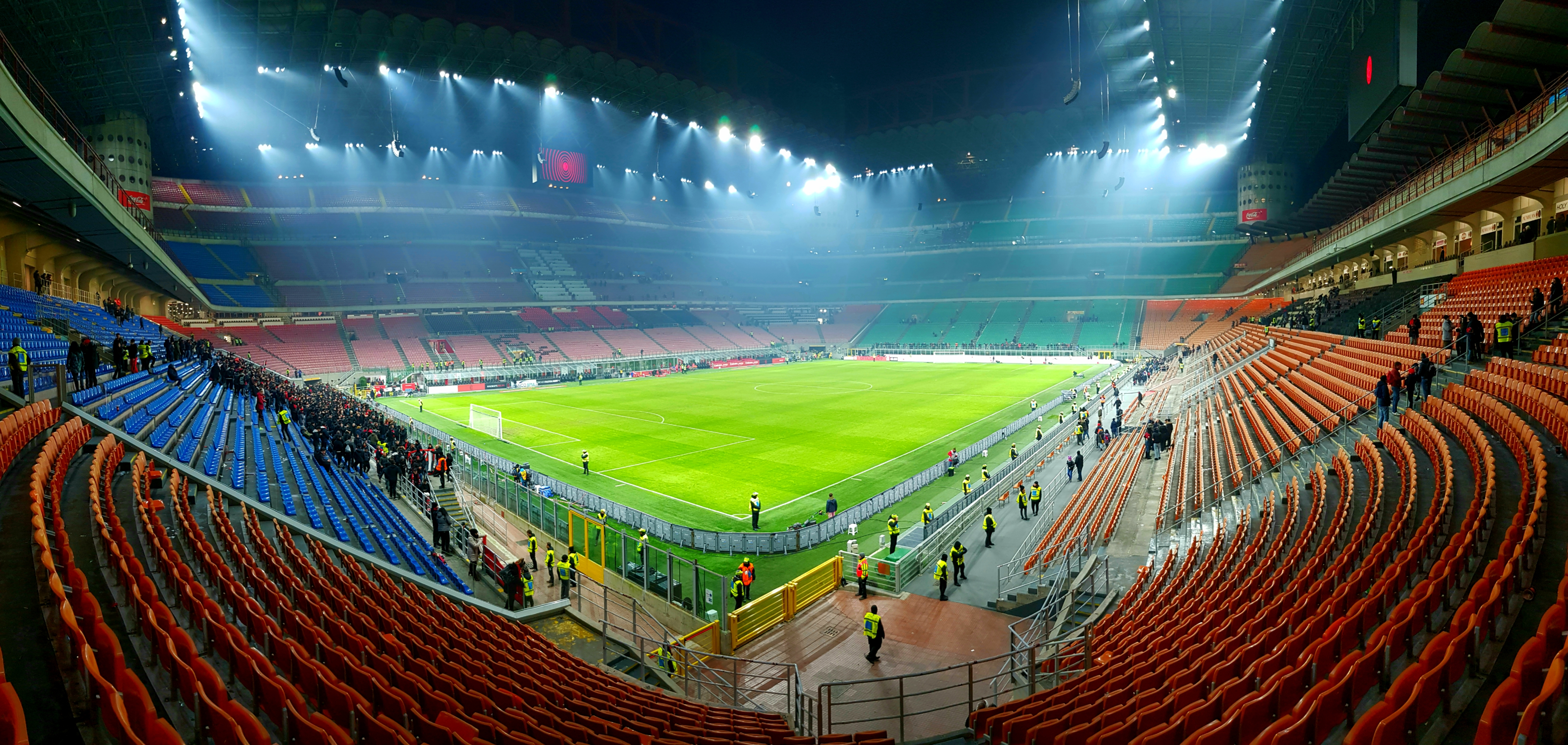
Stadio Giuseppe Meazza (2020)

Die italienische Nationalmannschaft spielt nicht wie andere Nationen (z. B. England) in einem Nationalstadion, sondern wechselt für Heimspiele immer den Spielort und damit auch das Stadion. Ausgewählt werden die jeweiligen Heimspielorte nach verschiedenen Kriterien, etwa der Bedeutung des Spiels oder der Stärke der Gegner.
Bisher spielte die Nationalmannschaft in 42 verschiedenen italienischen Städten (Stand: 9. Juni 2025), davon am häufigsten in Rom (65 Spiele) und Mailand (63). Weitere Städte mit mindestens zehn Austragungen sind Turin (40), Florenz (30), Genua (28), Neapel (26), Bologna (24), Palermo (16), Bari (12) und Udine (10). Die aktuell größten zur Verfügung stehenden Stadien (mehr als 40.000 Plätze) sind das Stadio Giuseppe Meazza in Mailand, das Stadio Olimpico in Rom, das Stadio San Paolo in Neapel, das Stadio San Nicola in Bari, das Stadio Artemio Franchi in Florenz sowie das Juventus Stadium in Turin.
Bei bisher vier großen Turnieren war Italien Ausrichter der Veranstaltung, nämlich bei den Weltmeisterschaften 1934 und 1990 sowie den Europameisterschaften 1968 und 1980, bei denen insgesamt zwei Titel (je ein Welt- und Europameistertitel) sowie ein dritter und vierter Platz erreicht wurden. Zudem war Italien mit dem römischen Stadio Olimpico einer von elf Austragungsorten der kontinental ausgetragenen Europameisterschaft 2021 sowie mit dem Stadio Giuseppe Meazza (Mailand) und dem Juventus Stadium (Turin) Gastgeber des Final Four der UEFA Nations League 2020/21.
Viele der größeren Stadien wurden für die WM 1990 erbaut oder renoviert, sodass danach lange Zeit Investitionen in die Stadioninfrastruktur Italiens ausblieben. Inzwischen existieren einige Neubauten, von denen das 2011 eröffnete Juventus Stadium der bisher größte Neubau war. Darüber hinaus sind an vielen Standorten – u. a. in Cagliari, Florenz, Mailand, Pescara, Pisa, Rom und Venedig – neue Stadien im Bau, in Planung oder im Gespräch, da viele Spielstätten den heutigen Standards nicht mehr genügen. Außerdem wurden einige Stadien renoviert bzw. umgebaut wie beispielsweise das Stadio Friuli in Udine oder das Stadio Olimpico Grande Torino in Turin. Auch Umbauten einiger Stadien sind geplant, z. B. beim Stadio Atleti Azzurri d’Italia (Bergamo), Stadio San Vito – Gigi Marulla (Cosenza), Stadio Carlo Castellani (Empoli) oder Stadio Renato Dall’Ara (Bologna).

### Nachwuchsarbeit
Um junge und talentierte Spieler an den Kader der A-Nationalmannschaft heranzuführen sowie die Abläufe und Gewohnheiten näher zu bringen, existieren im italienischen Fußballsystem, welches dem italienischen Verband unterliegt, mehrere Junioren-Nationalteams. Ab dem 14. Lebensjahr (U-15) gibt es für jedes Alter eine eigene Jugend-Nationalmannschaft, wobei der U-21-Mannschaft besondere Aufmerksamkeit zugutekommt. In dieser agieren nämlich Spieler, die bereits in Profiligen unter Vertrag stehen oder die als zukünftige Stützen der A-Mannschaft gesehen werden. So haben beispielsweise die EM-Turniere dieser Altersklasse einen hohen Stellenwert.

### Ausrüster

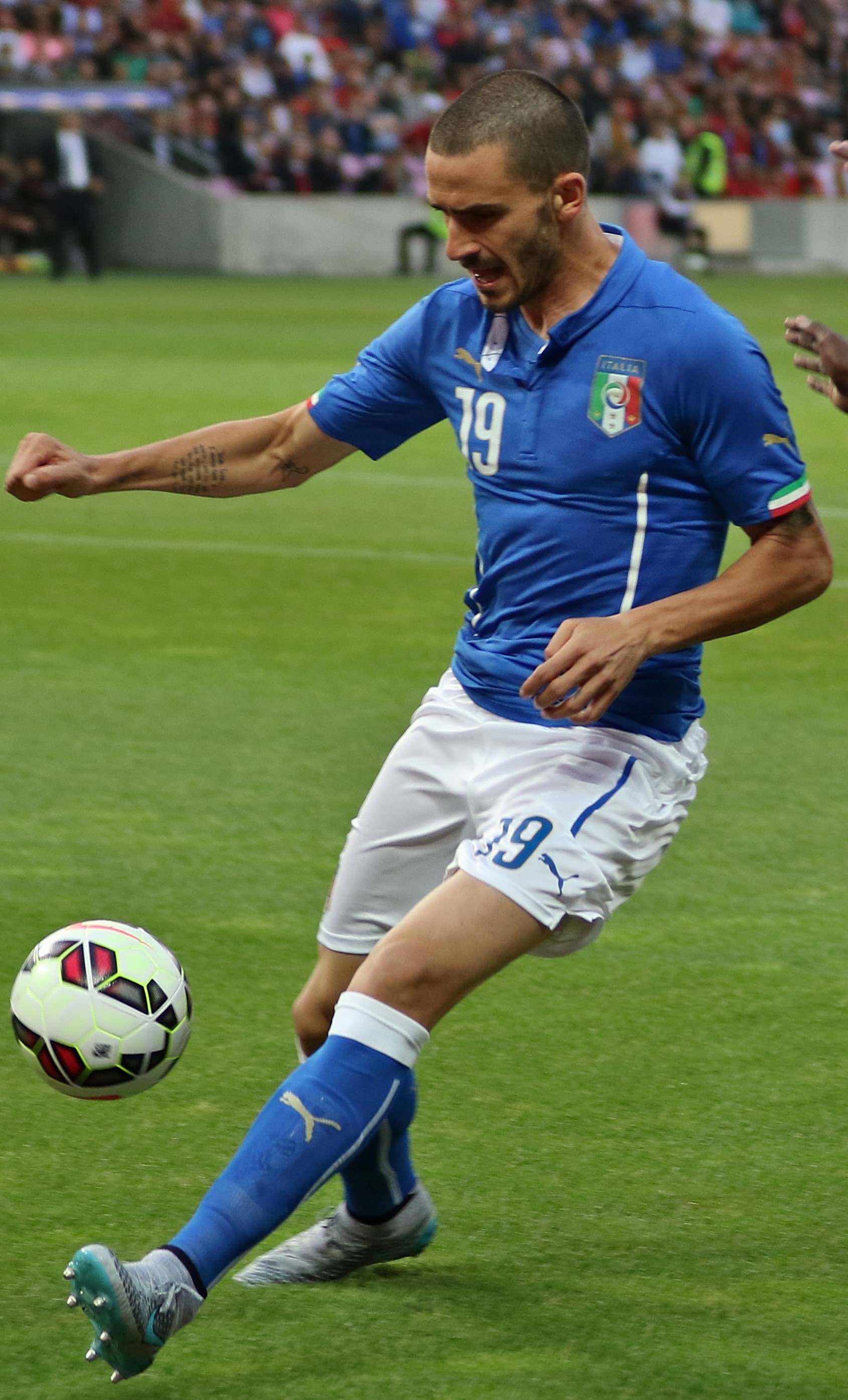
Leonardo Bonucci in der Spielkleidung des damaligen Ausrüsters Puma, jedoch mit Schuhen seines privaten Ausstatters Nike (2015).

Bis 1974 wurde die Spielkleidung der Nationalmannschaft von keinem expliziten Ausrüster hergestellt. Von 1974 bis 1978 wurde sie zunächst von Adidas gestellt, im Zeitraum 1979 bis 1984 war Le Coq Sportif Ausrüster, damit u. a. auch beim Gewinn der WM 1982. In den Jahren 1984 und 1985 lief die Squadra Azzurra einige Spiele mit Trikots von Ennerre auf. Es folgte von 1985 bis 1994 ein langfristiges Engagement mit Diadora, bevor mit Nike 1995 erstmals ein Ausrüster sein Logo auf den Trikots aufbrachte. Von 1999 bis 2002 war Kappa Ausrüster und machte vor allem mit neu geschnittenen Trikots zur EM 2000 auf sich aufmerksam. Ab dem 1. Januar 2003 war Puma für die Ausstattung der Nationalmannschaft zuständig. Im Dezember des Jahres 2022 endete die Partnerschaft. Seit Januar 2023 ist erneut Adidas für die Ausrüstung aller Fußball-Auswahlmannschaften sowie der Sparten Futsal, Beachsoccer und E-Sports der FIGC zuständig.
Vom Ausrüster werden neben der Spielkleidung (bestehend aus Trikot, Hose und Stutzen) auch die Trainingsanzüge und die Trainingsbekleidung gestellt. Als Merchandisingprodukte wird beispielsweise auch Freizeitkleidung des Ausrüsters vertrieben. Nicht vom Ausrüster gestellt werden Fußballschuhe und Torwarthandschuhe, für die jeder Spieler auf seine favorisierte bzw. die vertraglich vereinbarte Marke zurückgreifen kann. Insbesondere Nationalspieler haben häufig Privatverträge mit Ausrüstern abgeschlossen, sodass sie zum Tragen der entsprechenden Marke verpflichtet sind.
| Zeitraum  | Ausrüster      |
| --------- | -------------- |
| bis 1974  | keiner         |
| 1974–1978 | Adidas         |
| 1979–1984 | Le Coq Sportif |
| 1984–1985 | Ennerre        |
| 1985–1994 | Diadora        |
| 1995–1998 | Nike           |
| 1999–2002 | Kappa          |
| 2003–2022 | Puma           |
| seit 2023 | Adidas         |

### Sponsoren
Neben der Tätigkeit als Ausrüster ist Adidas auch einer von vier Hauptsponsoren der Nationalmannschaft. Die vier weiteren Hauptsponsoren (als Top Partner bezeichnet) sind das Telekommunikationsunternehmen TIM, der Energiekonzern Eni, der Infrastrukturbetreiber Mundys mit seiner Marke Telepass sowie das Logistikunternehmen Poste Italiane.
Als sogenannte Premium Partner fungieren unter anderem das staatliche Bahnunternehmen Trenitalia (Frecciarossa), der Getränkeproduzent Lete, der Reifenhersteller Pirelli mit seiner Marke Prometeon, der Lieferdienst Deliveroo, die Einzelhandelskette Esselunga, das Blockchain Unternehmen Socios, der Softwareentwickler Teamsystem sowie der deutsche Automobilhersteller Volkswagen.
Während die Modelinie Emporio Armani der Giorgio Armani SpA als Bekleidungssponsor und -ausstatter auftritt, sind im Medienbereich die La Gazzetta dello Sport, der Corriere dello Sport, die Tuttosport und Radio Italia als Partner tätig. Als technische Sponsoren und Ausstatter fungieren Sixtus Italia und Technogym.
Weitere Partner sind die nationale Fluggesellschaft ITA Airways, der Verlag von Sammelprodukten Panini, die Brauerei Birra Peroni, die Würth-Gruppe, das Molkereiunternehmen Biraghi, der Wirtschaftsprüfer Ernst & Young Italia, der Snackproduzent Fonzies, der Hersteller für Unterhaltungs- und Haushaltselektronik TCL Corporation und der Mobilitätsversicherer ConTe.

## Aktuelles
Bei der EM 2024 traf Italien in der Gruppe B im Juni 2024 auf Albanien, Kroatien sowie Spanien und erreichte als Gruppenzweiter das Achtelfinale, in dem die Mannschaft an der Schweiz scheiterte.
In der Gruppe A2 der Nations League 2024/25 traf Italien von September bis November 2024 auf Belgien, Frankreich sowie Israel und qualifizierte sich als Gruppenzweiter für das Viertelfinale, das gegen Deutschland verloren wurde.
In der Gruppe I der Qualifikation zur Fußball-Weltmeisterschaft 2026 trifft Italien von Juni bis November 2025 auf Estland, Israel, Norwegen sowie die Republik Moldau.

### Länderspiele
Aufgelistet sind die Spiele der letzten zwölf Monate sowie alle geplanten Begegnungen. Die Ergebnisse werden aus italienischer Sicht dargestellt (Stand: 9. Juni 2025).
| Datum                                                                                       | Spielort            | Gegner                  | Ergebnis  | Anlass                   | Torschützen                                                                                |
| ------------------------------------------------------------------------------------------- | ------------------- | ----------------------- | --------- | ------------------------ | ------------------------------------------------------------------------------------------ |
| 9. Juni 2024                                                                                | Empoli              | Bosnien und Herzegowina | 1:0 (1:0) | Freundschaftsspiel       | Frattesi (38.)                                                                             |
| 15. Juni 2024                                                                               | Dortmund (GER)      | Albanien                | 2:1 (2:1) | Vorrunde EM 2024         | Bajrami (1.), Bastoni (11.), Barella (16.)                                                 |
| 20. Juni 2024                                                                               | Gelsenkirchen (GER) | Spanien                 | 0:1 (0:0) | Vorrunde EM 2024         | Calafiori (55./ET)                                                                         |
| 24. Juni 2024                                                                               | Leipzig (GER)       | Kroatien                | 1:1 (0:0) | Vorrunde EM 2024         | Modrić (55.), Zaccagni (90.+8')                                                            |
| 29. Juni 2024                                                                               | Berlin (GER)        | Schweiz                 | 0:2 (0:1) | Achtelfinale EM 2024     | Freuler (37.), Vargas (46.)                                                                |
| 6. Sep. 2024                                                                                | Paris (FRA)         | Frankreich              | 3:1 (1:1) | Gruppenphase NL 2024/25  | Barcola (1.), Dimarco (30.), Frattesi (50.), Raspadori (74.)                               |
| 9. Sep. 2024                                                                                | Budapest (HUN)      | Israel                  | 2:1 (1:0) | Gruppenphase NL 2024/25  | Frattesi (38.), Kean (62.), Abu Fani (90.)                                                 |
| 10. Okt. 2024                                                                               | Rom                 | Belgien                 | 2:2 (2:1) | Gruppenphase NL 2024/25  | Cambiaso (1.), Retegui (24.), De Cuyper (42.), Trossard (61.)                              |
| 14. Okt. 2024                                                                               | Udine               | Israel                  | 4:1 (1:0) | Gruppenphase NL 2024/25  | Retegui (41./FE), Di Lorenzo (54., 74.), Abu Fani (66.), Frattesi (72.)                    |
| 14. Nov. 2024                                                                               | Brüssel (BEL)       | Belgien                 | 1:0 (1:0) | Gruppenphase NL 2024/25  | Tonali (11.)                                                                               |
| 17. Nov. 2024                                                                               | Mailand             | Frankreich              | 1:3 (1:2) | Gruppenphase NL 2024/25  | Rabiot (2., 65.), Vicario (33./ET), Cambiaso (35.)                                         |
| 20. März 2025                                                                               | Mailand             | Deutschland             | 1:2 (1:0) | Viertelfinale NL 2024/25 | Tonali (9.), Kleindienst (49.), Goretzka (76.)                                             |
| 23. März 2025                                                                               | Dortmund (GER)      | Deutschland             | 3:3 (0:3) | Viertelfinale NL 2024/25 | Kimmich (30./FE), Musiala (36.), Kleindienst (45.), Kean (49., 69.), Raspadori (90.+5'/HE) |
| 6. Juni 2025                                                                                | Oslo (NOR)          | Norwegen                | 0:3 (0:3) | Qualifikation WM 2026    | Sørloth (14.), Nusa (34.), Haaland (42.)                                                   |
| 9. Juni 2025                                                                                | Reggio nell’Emilia  | Moldau                  | 2:0 (1:0) | Qualifikation WM 2026    | Raspadori (40.), Cambiaso (50.)                                                            |
| 5. Sep. 2025                                                                                | Bergamo             | Estland                 |           | Qualifikation WM 2026    |                                                                                            |
| 8. Sep. 2025                                                                                | Debrecen (HUN)      | Israel                  |           | Qualifikation WM 2026    |                                                                                            |
| 11. Okt. 2025                                                                               | (EST)               | Estland                 |           | Qualifikation WM 2026    |                                                                                            |
| 14. Okt. 2025                                                                               |                     | Israel                  |           | Qualifikation WM 2026    |                                                                                            |
| 13. Nov. 2025                                                                               | (MDA)               | Moldau                  |           | Qualifikation WM 2026    |                                                                                            |
| 16. Nov. 2025                                                                               |                     | Norwegen                |           | Qualifikation WM 2026    |                                                                                            |
| Sieg der italienischen Mannschaft • Unentschieden • Niederlage der italienischen Mannschaft |                     |                         |           |                          |                                                                                            |

### Aktueller Kader
Am 26. Mai 2025 gab der italienische Fußballverband Luciano Spallettis 27 Spieler umfassenden Kader für die WM-Qualifikationsspiele gegen Norwegen am 6. Juni in Oslo und gegen Moldau am 9. Juni in Reggio nell’Emilia bekannt. Während Diego Coppola (Hellas Verona) erstmals im Aufgebot stand, war Davide Zappacosta (Atalanta Bergamo) erstmals seit drei Jahren wieder Teil des Kaders. Die Spieler von Inter Mailand (Francesco Acerbi, Alessandro Bastoni, Federico Dimarco, Nicolò Barella und Davide Frattesi) sowie Gianluigi Donnarumma (Paris Saint-Germain) stießen aufgrund ihrer Teilnahme am Champions-League-Finale am 2. Juni zur Mannschaft. Am 28. Mai wurde Marco Carnesecchi (Atalanta Bergamo) für den ausgefallenen Guglielmo Vicario (Tottenham Hotspur) nachnominiert. Am 1. Juni wurde Luca Ranieri (AC Florenz), der erstmals im Kader stand, nachnominiert, nachdem Alessandro Buongiorno (SSC Neapel) ausgefallen war und Francesco Acerbi (Inter Mailand) die Nominierung abgelehnt hatte. Der am 4. Juni ausgefallene Matteo Gabbia (AC Mailand) wurde durch Daniele Rugani (Juventus Turin), der nach über sechs Jahren in das Aufgebot zurückkehrte, ersetzt. Auch Manuel Locatelli (Juventus Turin) stand für die Partien nicht mehr zur Verfügung. Am 5. Juni wurde der Ausfall von Moise Kean (AC Florenz) bekanntgegeben.
Stand: 9. Juni 2025
| Name                                                   | Geburts- datum | Mannschaft          | Spiele | Tore | Debüt                              | Letzter Einsatz                  |
| ------------------------------------------------------ | -------------- | ------------------- | ------ | ---- | ---------------------------------- | -------------------------------- |
| Marco Carnesecchi                                      | 1. Juli 2000   | Atalanta Bergamo    | 000    | 0    |                                    |                                  |
| Gianluigi Donnarumma                                   | 25. Feb. 1999  | Paris Saint-Germain | 074    | 0    | 1. Sep. 2016, gegen Frankreich     | 9. Juni 2025, gegen Moldau       |
| Alex Meret                                             | 22. März 1997  | SSC Neapel          | 003    | 0    | 18. Nov. 2019, gegen Armenien      | 16. Nov. 2022, gegen Albanien    |
| Alessandro Bastoni                                     | 13. Apr. 1999  | Inter Mailand       | 037    | 02   | 11. Nov. 2020, gegen Estland       | 9. Juni 2025, gegen Moldau       |
| Andrea Cambiaso                                        | 20. Feb. 2000  | Juventus Turin      | 014    | 03   | 21. März 2024, gegen Venezuela     | 9. Juni 2025, gegen Moldau       |
| Diego Coppola                                          | 28. Dez. 2003  | Hellas Verona       | 002    | 0    | 6. Juni 2025, gegen Norwegen       | 9. Juni 2025, gegen Moldau       |
| Giovanni Di Lorenzo                                    | 4. Aug. 1993   | SSC Neapel          | 048    | 05   | 15. Okt. 2019, gegen Liechtenstein | 9. Juni 2025, gegen Moldau       |
| Federico Dimarco                                       | 10. Nov. 1997  | Inter Mailand       | 030    | 03   | 4. Juni 2022, gegen Deutschland    | 9. Juni 2025, gegen Moldau       |
| Federico Gatti                                         | 24. Juni 1998  | Juventus Turin      | 006    | 0    | 11. Juni 2022, gegen England       | 23. März 2025, gegen Deutschland |
| Luca Ranieri                                           | 23. Apr. 1999  | AC Florenz          | 001    | 0    | 9. Juni 2025, gegen Moldau         | 9. Juni 2025, gegen Moldau       |
| Daniele Rugani                                         | 29. Juli 1994  | Juventus Turin      | 007    | 0    | 1. Sep. 2016, gegen Frankreich     | 4. Juni 2018, gegen Niederlande  |
| Destiny Udogie                                         | 28. Nov. 2002  | Tottenham Hotspur   | 012    | 0    | 14. Okt. 2023, gegen Malta         | 6. Juni 2025, gegen Norwegen     |
| Davide Zappacosta                                      | 11. Juni 1992  | Atalanta Bergamo    | 014    | 0    | 12. Nov. 2016, gegen Liechtenstein | 6. Juni 2025, gegen Norwegen     |
| Nicolò Barella                                         | 7. Feb. 1997   | Inter Mailand       | 063    | 10   | 10. Okt. 2018, gegen die Ukraine   | 9. Juni 2025, gegen Moldau       |
| Cesare Casadei                                         | 10. Jan. 2003  | FC Turin            | 000    | 0    |                                    |                                  |
| Davide Frattesi                                        | 22. Sep. 1999  | Inter Mailand       | 029    | 08   | 4. Juni 2022, gegen Deutschland    | 9. Juni 2025, gegen Moldau       |
| Samuele Ricci                                          | 21. Aug. 2001  | FC Turin            | 010    | 0    | 4. Juni 2022, gegen Deutschland    | 9. Juni 2025, gegen Moldau       |
| Nicolò Rovella                                         | 4. Dez. 2001   | Lazio Rom           | 004    | 0    | 14. Nov. 2024, gegen Belgien       | 6. Juni 2025, gegen Norwegen     |
| Sandro Tonali                                          | 8. Mai 2000    | Newcastle United    | 025    | 02   | 15. Okt. 2019, gegen Liechtenstein | 9. Juni 2025, gegen Moldau       |
| Lorenzo Lucca                                          | 10. Sep. 2000  | Udinese Calcio      | 005    | 0    | 14. Okt. 2024, gegen Israel        | 9. Juni 2025, gegen Moldau       |
| Daniel Maldini                                         | 11. Okt. 2001  | Atalanta Bergamo    | 005    | 0    | 14. Okt. 2024, gegen Israel        | 9. Juni 2025, gegen Moldau       |
| Riccardo Orsolini                                      | 24. Jan. 1997  | FC Bologna          | 009    | 02   | 18. Nov. 2019, gegen Armenien      | 9. Juni 2025, gegen Moldau       |
| Giacomo Raspadori                                      | 18. Feb. 2000  | SSC Neapel          | 040    | 09   | 4. Juni 2021, gegen Tschechien     | 9. Juni 2025, gegen Moldau       |
| Mateo Retegui                                          | 29. Apr. 1999  | Atalanta Bergamo    | 020    | 06   | 23. März 2023, gegen England       | 9. Juni 2025, gegen Moldau       |
| Torhüter • Abwehrspieler • Mittelfeldspieler • Stürmer |                |                     |        |      |                                    |                                  |

### Erweiterter Kader
Zum erweiterten Kader gehören alle Spieler, die innerhalb der letzten 24 Monate in den Kader der Nationalmannschaft berufen wurden.
Stand: 9. Juni 2025
| Name                                                   | Geburts- datum | Mannschaft         | Spiele | Tore | Debüt                                       | Letzter Einsatz                      | Letzte Nominierung |
| ------------------------------------------------------ | -------------- | ------------------ | ------ | ---- | ------------------------------------------- | ------------------------------------ | ------------------ |
| Michele Di Gregorio                                    | 27. Juli 1997  | Juventus Turin     | 000    | 0    |                                             |                                      | 4. Okt. 2024       |
| Ivan Provedel                                          | 17. März 1994  | Lazio Rom          | 000    | 0    |                                             |                                      | 23. Mai 2024       |
| Guglielmo Vicario                                      | 7. Okt. 1996   | Tottenham Hotspur  | 004    | 0    | 24. März 2024, gegen Ecuador                | 17. Nov. 2024, gegen Frankreich      | 26. Mai 2025       |
| Francesco Acerbi                                       | 10. Feb. 1988  | Inter Mailand      | 034    | 01   | 18. Nov. 2014, gegen Albanien               | 20. Nov. 2023, gegen die Ukraine     | 26. Mai 2025       |
| Federico Baschirotto                                   | 20. Sep. 1996  | US Lecce           | 000    | 0    |                                             |                                      | 29. Mai 2023       |
| Raoul Bellanova                                        | 17. Mai 2000   | Atalanta Bergamo   | 005    | 0    | 24. März 2024, gegen Ecuador                | 20. März 2025, gegen Deutschland     | 19. März 2025      |
| Cristiano Biraghi                                      | 1. Sep. 1992   | FC Turin           | 016    | 01   | 7. Sep. 2018, gegen Polen                   | 14. Okt. 2023, gegen Malta           | 14. Nov. 2023      |
| Alessandro Buongiorno                                  | 6. Juni 1999   | SSC Neapel         | 010    | 0    | 18. Juni 2023, gegen die Niederlande        | 23. März 2025, gegen Deutschland     | 26. Mai 2025       |
| Davide Calabria                                        | 6. Dez. 1996   | FC Bologna         | 007    | 0    | 11. Nov. 2020, gegen Estland                | 14. Juni 2022, gegen Deutschland     | 10. Nov. 2023      |
| Riccardo Calafiori                                     | 19. Mai 2002   | FC Arsenal         | 009    | 0    | 4. Juni 2024, gegen die Türkei              | 20. März 2025, gegen Deutschland     | 14. März 2025      |
| Nicolò Casale                                          | 14. Feb. 1998  | FC Bologna         | 000    | 0    |                                             |                                      | 1. Sep. 2023       |
| Pietro Comuzzo                                         | 20. Feb. 2005  | AC Florenz         | 000    | 0    |                                             |                                      | 14. März 2025      |
| Matteo Darmian                                         | 2. Dez. 1989   | Inter Mailand      | 046    | 02   | 31. Mai 2014, gegen Irland                  | 29. Juni 2024, gegen die Schweiz     | 23. Mai 2024       |
| Alessandro Florenzi                                    | 11. März 1991  | AC Mailand         | 049    | 02   | 14. Nov. 2012, gegen Frankreich             | 11. Juni 2022, gegen England         | 29. Mai 2023       |
| Matteo Gabbia                                          | 21. Okt. 1999  | AC Mailand         | 000    | 0    |                                             |                                      | 26. Mai 2025       |
| Manuel Lazzari                                         | 29. Nov. 1993  | Lazio Rom          | 003    | 0    | 10. Sep. 2018, gegen Portugal               | 1. Juni 2022, gegen Argentinien      | 14. Nov. 2023      |
| Gianluca Mancini                                       | 17. Apr. 1996  | AS Rom             | 014    | 0    | 26. März 2019, gegen Liechtenstein          | 29. Juni 2024, gegen die Schweiz     | 23. Mai 2024       |
| Caleb Okoli                                            | 31. Juli 2001  | Leicester City     | 000    | 0    |                                             |                                      | 8. Nov. 2024       |
| Alessio Romagnoli                                      | 12. Jan. 1995  | Lazio Rom          | 013    | 02   | 6. Okt. 2016, gegen Spanien                 | 26. März 2023, gegen Malta           | 1. Sep. 2023       |
| Matteo Ruggeri                                         | 11. Juli 2002  | Atalanta Bergamo   | 000    | 0    |                                             |                                      | 14. März 2025      |
| Nicolò Savona                                          | 19. März 2003  | Juventus Turin     | 000    | 0    |                                             |                                      | 8. Nov. 2024       |
| Giorgio Scalvini                                       | 11. Dez. 2003  | Atalanta Bergamo   | 008    | 0    | 14. Juni 2022, gegen Deutschland            | 21. März 2024, gegen Venezuela       | 23. Mai 2024       |
| Leonardo Spinazzola                                    | 25. März 1993  | SSC Neapel         | 024    | 0    | 28. März 2017, gegen die Niederlande        | 18. Juni 2023, gegen die Niederlande | 1. Sep. 2023       |
| Rafael Tolói                                           | 10. Okt. 1990  | Atalanta Bergamo   | 014    | 0    | 31. März 2021, gegen Litauen                | 18. Juni 2023, gegen die Niederlande | 10. Nov. 2023      |
| Giacomo Bonaventura                                    | 22. Aug. 1989  | Al-Shabab FC       | 018    | 01   | 31. Mai 2013, gegen San Marino              | 21. März 2024, gegen Venezuela       | 15. März 2024      |
| Marco Brescianini                                      | 20. Jan. 2000  | Atalanta Bergamo   | 002    | 0    | 6. Sep. 2024, gegen Frankreich              | 9. Sep. 2024, gegen Israel           | 30. Aug. 2024      |
| Andrea Colpani                                         | 11. Mai 1999   | AC Florenz         | 000    | 0    |                                             |                                      | 10. Nov. 2023      |
| Bryan Cristante                                        | 3. März 1995   | AS Rom             | 043    | 02   | 6. Okt. 2017, gegen Nordmazedonien          | 29. Juni 2024, gegen die Schweiz     | 23. Mai 2024       |
| Nicolò Fagioli                                         | 12. Feb. 2001  | AC Florenz         | 007    | 0    | 16. Nov. 2022, gegen Albanien               | 14. Okt. 2024, gegen Israel          | 4. Okt. 2024       |
| Michael Folorunsho                                     | 7. Feb. 1998   | AC Florenz         | 002    | 0    | 9. Juni 2024, gegen Bosnien und Herzegowina | 15. Juni 2024, gegen Albanien        | 23. Mai 2024       |
| Jorginho                                               | 20. Dez. 1991  | FC Arsenal         | 057    | 05   | 24. März 2016, gegen Spanien                | 24. Juni 2024, gegen Kroatien        | 23. Mai 2024       |
| Manuel Locatelli                                       | 8. Jan. 1998   | Juventus Turin     | 030    | 03   | 7. Sep. 2020, gegen die Niederlande         | 17. Nov. 2024, gegen Frankreich      | 26. Mai 2025       |
| Lorenzo Pellegrini                                     | 19. Juni 1996  | AS Rom             | 036    | 06   | 11. Juni 2017, gegen Liechtenstein          | 10. Okt. 2024, gegen Belgien         | 4. Okt. 2024       |
| Matteo Pessina                                         | 21. Apr. 1997  | AC Monza           | 016    | 05   | 11. Nov. 2020, gegen Estland                | 26. März 2023, gegen Malta           | 1. Sep. 2023       |
| Niccolò Pisilli                                        | 23. Sep. 2004  | AS Rom             | 001    | 0    | 10. Okt. 2024, gegen Belgien                | 10. Okt. 2024, gegen Belgien         | 8. Nov. 2024       |
| Marco Verratti                                         | 5. Nov. 1992   | Al-Arabi SC        | 055    | 03   | 15. Aug. 2012, gegen England                | 18. Juni 2023, gegen die Niederlande | 29. Mai 2023       |
| Domenico Berardi                                       | 1. Aug. 1994   | US Sassuolo Calcio | 028    | 08   | 1. Juni 2018, gegen Frankreich              | 17. Nov. 2023, gegen Nordmazedonien  | 10. Nov. 2023      |
| Federico Chiesa                                        | 25. Okt. 1997  | FC Liverpool       | 051    | 07   | 23. März 2018, gegen Argentinien            | 29. Juni 2024, gegen die Schweiz     | 23. Mai 2024       |
| Stephan El Shaarawy                                    | 27. Okt. 1992  | AS Rom             | 032    | 07   | 15. Aug. 2012, gegen England                | 29. Juni 2024, gegen die Schweiz     | 23. Mai 2024       |
| Wilfried Gnonto                                        | 5. Nov. 2003   | Leeds United       | 013    | 01   | 4. Juni 2022, gegen Deutschland             | 12. Sep. 2023, gegen die Ukraine     | 1. Sep. 2023       |
| Vincenzo Grifo                                         | 7. Apr. 1993   | SC Freiburg        | 009    | 04   | 20. Nov. 2018, gegen die USA                | 26. März 2023, gegen Malta           | 29. Mai 2023       |
| Ciro Immobile                                          | 20. Feb. 1990  | Beşiktaş Istanbul  | 057    | 17   | 5. März 2014, gegen Spanien                 | 9. Sep. 2023, gegen Nordmazedonien   | 1. Sep. 2023       |
| Moise Kean                                             | 28. Feb. 2000  | AC Florenz         | 021    | 07   | 20. Nov. 2018, gegen die USA                | 23. März 2025, gegen Deutschland4    | 26. Mai 2025       |
| Matteo Politano                                        | 3. Aug. 1993   | SSC Neapel         | 014    | 03   | 28. Mai 2018, gegen Saudi-Arabien           | 23. März 2025, gegen Deutschland     | 14. März 2025      |
| Gianluca Scamacca                                      | 1. Jan. 1999   | Atalanta Bergamo   | 020    | 01   | 8. Sep. 2021, gegen Litauen                 | 29. Juni 2024, gegen die Schweiz     | 23. Mai 2024       |
| Mattia Zaccagni                                        | 16. Juni 1995  | Lazio Rom          | 010    | 01   | 29. März 2022, gegen die Türkei             | 23. März 2025, gegen Deutschland     | 14. März 2025      |
| Nicolò Zaniolo                                         | 2. Juli 1999   | Atalanta Bergamo   | 019    | 02   | 23. März 2019, gegen Finnland               | 24. März 2024, gegen Ecuador         | 11. Okt. 2024      |
| Torhüter • Abwehrspieler • Mittelfeldspieler • Stürmer |                |                    |        |      |                                             |                                      |                    |

## Nationaltrainer bzw. Teamleitung
| Name                                                                                       | Zeitraum  | Spiele | S 1 | U 1 | N 1 | Tore    | Differenz | Punkte 2 | Punktquote 2 | Siegquote 1 | Bild                       | Turniere (Endrunden)             | Erfolge                                              |
| ------------------------------------------------------------------------------------------ | --------- | ------ | --- | --- | --- | ------- | --------- | -------- | ------------ | ----------- | -------------------------- | -------------------------------- | ---------------------------------------------------- |
| Technische Kommission Sportliche Leitung: Umberto Meazza                                   | 1910–1912 | 07     | 01  | 02  | 04  | 014:020 | –006      | 005      | 0,71         | 14,29 %     |                            |                                  |                                                      |
| Vittorio Pozzo                                                                             | 1912      | 03     | 01  | 0   | 02  | 004:008 | –004      | 003      | 1,00         | 33,33 %     | Vittorio Pozzo             | Olympia 1912                     |                                                      |
| Technische Kommission Sportliche Leitung: Verschiedene                                     | 1912–1924 | 30     | 12  | 10  | 08  | 048:048 | ±000      | 046      | 1,53         | 40,00 %     |                            | Olympia 1920                     |                                                      |
| Vittorio Pozzo                                                                             | 1924      | 05     | 02  | 01  | 02  | 005:009 | –004      | 007      | 1,40         | 40,00 %     | Vittorio Pozzo             | Olympia 1924                     |                                                      |
| Technische Kommission Sportliche Leitung: Guido Baccani, Giuseppe Milano & Augusto Rangone | 1924–1925 | 06     | 02  | 01  | 03  | 011:006 | +005      | 007      | 1,17         | 33,33 %     |                            |                                  |                                                      |
| Augusto Rangone                                                                            | 1925–1928 | 24     | 12  | 07  | 05  | 068:045 | +023      | 043      | 1,79         | 50,00 %     |                            | Olympia 1928                     | Olympiadritter 1928                                  |
| Carlo Carcano                                                                              | 1928–1929 | 06     | 03  | 01  | 02  | 013:013 | ±000      | 010      | 1,67         | 50,00 %     | Carlo Carcano              |                                  |                                                      |
| Vittorio Pozzo                                                                             | 1929–1948 | 87     | 60  | 16  | 11  | 224:110 | +114      | 196      | 2,25         | 68,97 %     | Vittorio Pozzo             | WM 1934, 1938 Olympia 1936, 1948 | Weltmeister 1934 Olympiasieger 1936 Weltmeister 1938 |
| Technische Kommission Sportliche Leitung: Verschiedene                                     | 1949–1959 | 54     | 23  | 13  | 18  | 092:065 | +027      | 082      | 1,52         | 42,59 %     |                            | WM 1950 Olympia 1952             |                                                      |
| Giuseppe Viani                                                                             | 1960      | 02     | 01  | 0   | 01  | 004:003 | +001      | 003      | 1,50         | 50,00 %     |                            |                                  |                                                      |
| Giovanni Ferrari                                                                           | 1960–1961 | 06     | 04  | 0   | 02  | 020:010 | +010      | 012      | 2,00         | 66,67 %     |                            |                                  |                                                      |
| Technische Kommission Sportliche Leitung: Giovanni Ferrari & Paolo Mazza                   | 1962      | 05     | 03  | 01  | 01  | 008:004 | +004      | 010      | 2,00         | 60,00 %     |                            | WM 1962                          |                                                      |
| Edmondo Fabbri                                                                             | 1962–1966 | 29     | 18  | 06  | 05  | 063:018 | +045      | 060      | 2,07         | 62,07 %     |                            | WM 1966                          |                                                      |
| Technische Kommission Sportliche Leitung: Helenio Herrera & Ferruccio Valcareggi           | 1966–1967 | 04     | 03  | 01  | 0   | 007:002 | +005      | 010      | 2,50         | 75,00 %     |                            |                                  |                                                      |
| Ferruccio Valcareggi                                                                       | 1967–1974 | 54     | 28  | 20  | 06  | 096:043 | +053      | 104      | 1,93         | 51,85 %     |                            | WM 1970, 1974 EM 1968            | Europameister 1968 Vizeweltmeister 1970              |
| Fulvio Bernardini                                                                          | 1974–1975 | 06     | 01  | 02  | 03  | 002:005 | –003      | 005      | 0,83         | 16,67 %     | Fulvio Bernardini (1974)   |                                  |                                                      |
| Technische Kommission Sportliche Leitung: Enzo Bearzot & Fulvio Bernardini                 | 1975–1977 | 16     | 011 | 02  | 03  | 034:016 | +018      | 035      | 2,19         | 68,75 %     |                            |                                  |                                                      |
| Enzo Bearzot                                                                               | 1977–1986 | 88     | 40  | 26  | 22  | 115:084 | +031      | 146      | 1,66         | 45,45 %     |                            | WM 1978, 1982, 1986 EM 1980      | WM-Vierter 1978 EM-Vierter 1980 Weltmeister 1982     |
| Azeglio Vicini                                                                             | 1986–1991 | 54     | 32  | 15  | 07  | 076:024 | +052      | 111      | 2,06         | 59,26 %     |                            | WM 1990 EM 1988                  | EM-Halbfinalist 1988 WM-Dritter 1990                 |
| Arrigo Sacchi                                                                              | 1991–1996 | 53     | 34  | 11  | 08  | 090:036 | +054      | 113      | 2,13         | 64,15 %     |                            | WM 1994 EM 1996                  | Vizeweltmeister 1994                                 |
| Cesare Maldini                                                                             | 1996–1998 | 20     | 10  | 08  | 02  | 030:013 | +017      | 038      | 1,90         | 50,00 %     | Cesare Maldini (1969)      | WM 1998                          |                                                      |
| Dino Zoff                                                                                  | 1998–2000 | 23     | 11  | 07  | 05  | 034:019 | +015      | 040      | 1,74         | 47,83 %     | Dino Zoff (1974)           | EM 2000                          | Vizeeuropameister 2000                               |
| Giovanni Trapattoni                                                                        | 2000–2004 | 44     | 25  | 12  | 07  | 068:030 | +038      | 087      | 1,98         | 56,82 %     | Giovanni Trapattoni (2011) | WM 2002 EM 2004                  |                                                      |
| Marcello Lippi                                                                             | 2004–2006 | 29     | 17  | 10  | 02  | 045:019 | +026      | 061      | 2,10         | 58,62 %     | Marcello Lippi (2010)      | WM 2006                          | Weltmeister 2006                                     |
| Roberto Donadoni                                                                           | 2006–2008 | 23     | 13  | 05  | 05  | 035:022 | +013      | 044      | 1,91         | 56,52 %     | Roberto Donadoni (2009)    | EM 2008                          |                                                      |
| Marcello Lippi                                                                             | 2008–2010 | 27     | 11  | 11  | 05  | 038:028 | +010      | 044      | 1,63         | 40,74 %     | Marcello Lippi (2010)      | WM 2010 Confed Cup 2009          |                                                      |
| Cesare Prandelli                                                                           | 2010–2014 | 56     | 23  | 20  | 13  | 079:058 | +021      | 089      | 1,59         | 41,07 %     | Cesare Prandelli (2012)    | WM 2014 EM 2012 Confed Cup 2013  | Vizeeuropameister 2012 Confed-Cup-Dritter 2013       |
| Antonio Conte                                                                              | 2014–2016 | 25     | 14  | 07  | 04  | 034:021 | +013      | 049      | 1,96         | 56,00 %     | Antonio Conte (2015)       | EM 2016                          |                                                      |
| Gian Piero Ventura                                                                         | 2016–2017 | 16     | 09  | 04  | 03  | 027:013 | +014      | 031      | 1,94         | 56,25 %     | Gian Piero Ventura (2015)  |                                  |                                                      |
| Luigi Di Biagio (interim)                                                                  | 2018      | 02     | 0   | 01  | 01  | 001:003 | –002      | 000      | 0,50         | 00,00 %     | Luigi Di Biagio (2013)     |                                  |                                                      |
| Roberto Mancini 3                                                                          | 2018–2023 | 61     | 37  | 15  | 09  | 123:045 | +078      | 125      | 2,05         | 60,66 %     | Roberto Mancini (2017)     | EM 2021 NL 2021, 2023            | Europameister 2021 NL-Dritter 2021, 2023             |
| Luciano Spalletti                                                                          | 2023–2025 | 24     | 13  | 05  | 06  | 040:029 | +011      | 042      | 1,75         | 54,17 %     | Luciano Spalletti (2012)   | EM 2024                          |                                                      |
| Gennaro Gattuso                                                                            | 2025–     | 0      | 0   | 0   | 0   | 00:0    | ±000      | 0        | 0            | 0 %         | Gennaro Gattuso (2013)     |                                  |                                                      |
| Stand: 17. Juni 2025                                                                       |           |        |     |     |     |         |           |          |              |             |                            |                                  |                                                      |

## Mannschaftskapitäne
Diese Liste nennt alle festgelegten Mannschaftskapitäne der italienischen Nationalmannschaft. Der Zeitraum gibt an, wann die Spieler festgelegter Spielführer waren, die Anzahl der Spiele als Kapitän umfasst auch Spiele als stellvertretender Kapitän. Ausgenommen davon sind Spiele, in denen die Kapitänsbinde während einer Partie übernommen wurden. Spieler, die in einzelnen Partien stellvertretender, allerdings nie festgelegter Spielführer waren, sind nicht aufgeführt.
| Name                 | Zeitraum als Nationalspieler | Zeitraum als Kapitän | Länderspiele | Länderspiele als Kapitän | Quote   | Bild                        | Turniere (Endrunden) als Kapitän      |
| -------------------- | ---------------------------- | -------------------- | ------------ | ------------------------ | ------- | --------------------------- | ------------------------------------- |
| Francesco Calì       | 1910                         | 1910                 | 002          | 02                       | 100,0 % | Francesco Calì              |                                       |
| Giuseppe Milano      | 1911–1914                    | 1911–1914            | 011          | 11                       | 100,0 % | Giuseppe Milano             | Olympia 1912                          |
| Virgilio Fossati     | 1910–1915                    | 1914–1915            | 012          | 06                       | 050,0 % | Virgilio Fossati            |                                       |
| Renzo De Vecchi      | 1910–1925                    | 1920–1925            | 043          | 26                       | 060,5 % | Renzo De Vecchi             | Olympia 1920, 1924                    |
| Luigi Cevenini       | 1915–1929                    | 1925–1927            | 029          | 07                       | 024,1 % | Luigi Cevenini              |                                       |
| Adolfo Baloncieri    | 1920–1930                    | 1927–1930            | 047          | 27                       | 057,4 % | Adolfo Baloncieri           | Olympia 1928                          |
| Umberto Caligaris    | 1922–1934                    | 1931 1933–1934       | 059          | 06 10                    | 027,1 % | Umberto Caligaris           |                                       |
| Virginio Rosetta     | 1920–1934                    | 1931–1933            | 052          | 08                       | 015,4 % | Virginio Rosetta (1932)     | WM 1934                               |
| Gianpiero Combi      | 1924–1934                    | 1934                 | 047          | 05                       | 010,6 % | Gianpiero Combi             |                                       |
| Attilio Ferraris     | 1926–1935                    | 1934–1935            | 028          | 03                       | 010,7 % | Atilio Ferraris             |                                       |
| Luigi Allemandi      | 1925–1936                    | 1935–1936            | 024          | 09                       | 037,5 % |                             |                                       |
| Giuseppe Meazza      | 1930–1939                    | 1937–1939            | 053          | 17                       | 032,1 % |                             | WM 1938                               |
| Silvio Piola         | 1935–1952                    | 1940–1947            | 034          | 09                       | 026,5 % |                             |                                       |
| Valentino Mazzola    | 1942–1949                    | 1947–1949            | 012          | 05                       | 041,7 % | Valentino Mazzola (1949)    |                                       |
| Riccardo Carapellese | 1947–1956                    | 1949–1950            | 016          | 07                       | 043,8 % |                             | WM 1950                               |
| Carlo Annovazzi      | 1947–1952                    | 1951–1952            | 017          | 06                       | 035,3 % |                             |                                       |
| Giampiero Boniperti  | 1947–1960                    | 1952–1960            | 038          | 24                       | 063,2 % |                             | WM 1954                               |
| Lorenzo Buffon       | 1958–1962                    | 1961–1962            | 015          | 06                       | 040,0 % | Lorenzo Buffon              | WM 1962                               |
| Cesare Maldini       | 1960–1963                    | 1962–1963            | 014          | 06                       | 042,9 % | Cesare Maldini (1969)       |                                       |
| Sandro Salvadore     | 1960–1970                    | 1963–1966            | 036          | 17                       | 047,2 % |                             | WM 1966                               |
| Giacinto Facchetti   | 1963–1977                    | 1966–1977            | 094          | 70                       | 074,5 % | Giancinto Facchetti (2002)  | WM 1970, 1974 EM 1968                 |
| Dino Zoff            | 1968–1983                    | 1977–1983            | 112          | 59                       | 052,7 % | Dino Zoff (1974)            | WM 1978, 1982 EM 1980                 |
| Marco Tardelli       | 1976–1985                    | 1983–1985            | 081          | 09                       | 011,1 % | Marco Tardelli (2016)       |                                       |
| Gaetano Scirea       | 1975–1986                    | 1985–1986            | 078          | 10                       | 012,8 % |                             | WM 1986                               |
| Antonio Cabrini      | 1978–1987                    | 1986–1987            | 073          | 10                       | 013,1 % | Antonio Cabrini (2008)      |                                       |
| Alessandro Altobelli | 1980–1988                    | 1987–1988            | 061          | 08                       | 013,7 % | Alessandro Altobelli (1982) | EM 1988                               |
| Giuseppe Bergomi     | 1982–1998                    | 1988–1991            | 081          | 33                       | 040,7 % | Giuseppe Bergomi (2008)     | WM 1990                               |
| Franco Baresi        | 1982–1994                    | 1991–1994            | 081          | 31                       | 038,3 % | Franco Baresi (2012)        | WM 1994                               |
| Paolo Maldini        | 1988–2002                    | 1994–2002            | 126          | 74                       | 058,7 % | Paolo Maldini (2008)        | WM 1998, 2002 EM 1996, 2000           |
| Fabio Cannavaro      | 1997–2010                    | 2002–2010            | 136          | 79                       | 058,1 % | Fabio Cannavaro (2011)      | WM 2006, 2010 EM 2004 Confed Cup 2009 |
| Gianluigi Buffon     | 1997–2018                    | 2010–2018            | 176          | 80                       | 045,5 % | Gianluigi Buffon (2014)     | WM 2014 EM 2012, 2016 Confed Cup 2013 |
| Giorgio Chiellini    | 2004–2022                    | 2018–2022            | 117          | 22                       | 018,8 % | Giorgio Chiellini (2021)    | EM 2021 NL 2021                       |
| Leonardo Bonucci     | 2010–2023                    | 2022–2023            | 121          | 26                       | 021,5 % | Leonardo Bonucci (2015)     | NL 2023                               |
| Gianluigi Donnarumma | 2016–                        | 2023–                | 074          | 25                       | 033,8 % | Gianluigi Donnarumma (2016) | EM 2024                               |
| Stand: 9. Juni 2025  |                              |                      |              |                          |         |                             |                                       |